# Perugino
Pietro di Cristoforo Vannucci, noto come Pietro Perugino, il Perugino o il divin pittore (Città della Pieve, 1448 circa – Fontignano, febbraio 1523), è stato un pittore italiano.
Titolare in contemporanea di due attivissime botteghe, a Firenze e a Perugia, fu per un paio di decenni il più noto e influente pittore italiano del suo tempo, tanto da essere definito da Agostino Chigi: "il meglio maestro d’Italia”. Frequentò la bottega del Verrocchio insieme a Botticelli e Leonardo da Vinci. È considerato uno dei massimi esponenti dell'umanesimo e il più grande rappresentante della pittura umbra del XV secolo. Collaborò nelle decorazioni della Cappella Sistina con Sandro Botticelli, dove dipinse la sua opera più famosa, Consegna delle chiavi. Morì nel 1523 a Fontignano, frazione di Perugia, luogo in cui aveva cercato rifugio dalla peste bubbonica.
Fuse insieme la luce e la monumentalità di Piero della Francesca con il naturalismo e i modi lineari di Andrea del Verrocchio, filtrandoli attraverso i modi gentili della pittura umbra. Fu maestro di Raffaello.

## Biografia

### Formazione

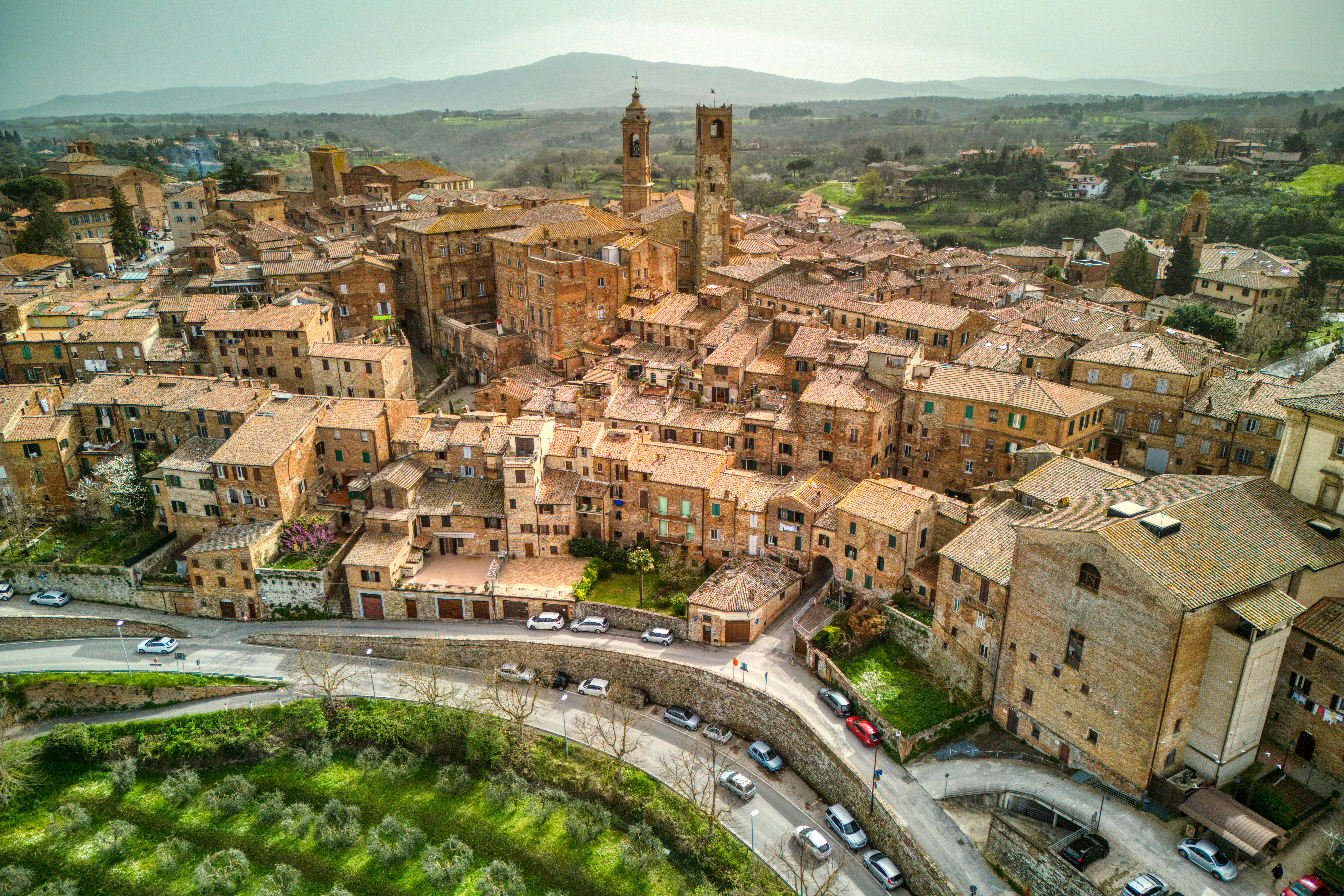
Città della Pieve

Contrariamente a quanto afferma Vasari, la famiglia Vannucci era una delle più importanti e ricche di Città della Pieve. La data di nascita è sconosciuta e controversa, ma grazie alle parole scritte dallo stesso Vasari e da Giovanni Santi sull'età al momento della morte, i natali vengono fatti risalire al periodo
compreso tra il 1445 e il 1452.

Raffaello o Lorenzo di Credi, Ritratto del Perugino, Uffizi.

Non si conosce alcuna produzione giovanile nella sua cittadina di origine. La sua formazione, dopo un primo contatto con la realtà artistica perugina, avvenne, secondo quanto scrive Giorgio Vasari, con lo studio delle maggiori opere di Piero della Francesca. Perugia dopotutto, nella seconda metà del Quattrocento, conosceva una vitale stagione artistica, con cospicue somme di denaro che alimentavano importanti opere sia pubbliche che private. Lavorarono a Perugia in quegli anni, oltre a Piero, Domenico Veneziano, Beato Angelico e Benozzo Gozzoli. Sulla scia di questi esempi i pittori locali, tra i quali spiccava Benedetto Bonfigli, avevano sviluppato una pittura luminosa e ornata, oltre che narrativamente scorrevole e, grazie all'esempio di Piero (che aveva lasciato nel 1459-1468 il Polittico di Sant'Antonio), attenta all'integrazione tra architettura rigorosa e personaggi.
Le prime esperienze artistiche umbre di Pietro Vannucci si appoggiarono probabilmente a botteghe locali come quelle di Bartolomeo Caporali e Fiorenzo di Lorenzo.
Ma fu solo a Firenze, dove forse si recò fin dagli anni 1467-1468, che l'artista ebbe gli insegnamenti decisivi che condizionarono le sue prime prove artistiche. Nel 1469 un primo documento lo ricorda come di ritorno a Città della Pieve per pagare la tassa del vino dopo la morte del padre. Subito dopo dovette tornare a Firenze dove, secondo la testimonianza di Vasari, lavorò nella più importante fucina di giovani talenti allora esistenti, la bottega di Andrea Verrocchio, dove si praticavano la pittura, la scultura e l'oreficeria. Qui ebbe modo di lavorare fianco a fianco con giovani talenti quali Leonardo da Vinci, Domenico Ghirlandaio, Lorenzo di Credi, e, soprattutto, il poco più che coetaneo Botticelli, che l'Anonimo Magliabechiano (1540 circa) citò, forse con troppa enfasi, come diretto maestro di Perugino. La formazione artistica a Firenze allora si basava soprattutto sull'esercizio del disegno dal vero, ritenuto un'attività fondamentale per l'apprendimento di qualsiasi pratica artistica: esso richiedeva approfonditi studi anatomici, spesso con lo studio diretto di cadaveri scorticati. Per l'assidua attenzione agli aspetti grafici, la scuola fiorentina dell'epoca era molto attenta alla linea di contorno, che veniva leggermente marcata, come nelle opere dei fratelli Pollaiolo o di Verrocchio stesso.
Nel 1472 l'apprendistato, che negli statuti delle arti dell'epoca veniva indicato come non inferiore ai nove anni, era concluso, poiché il Perugino si iscrisse alla Compagnia di San Luca a Firenze col titolo di "dipintore", quindi in grado di esercitare in maniera autonoma.

### Prime opere

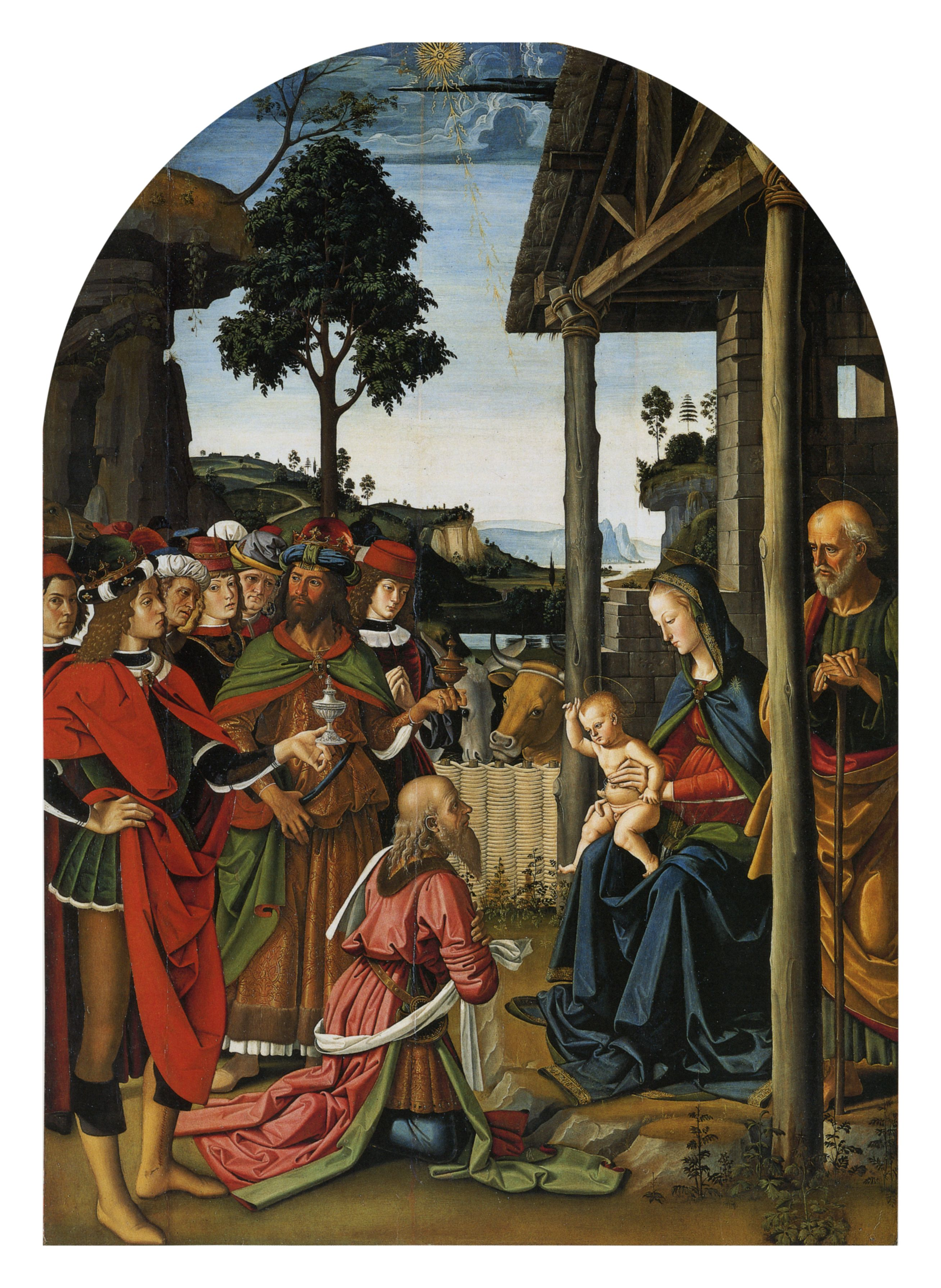
Adorazione dei Magi, 1470-1476 circa

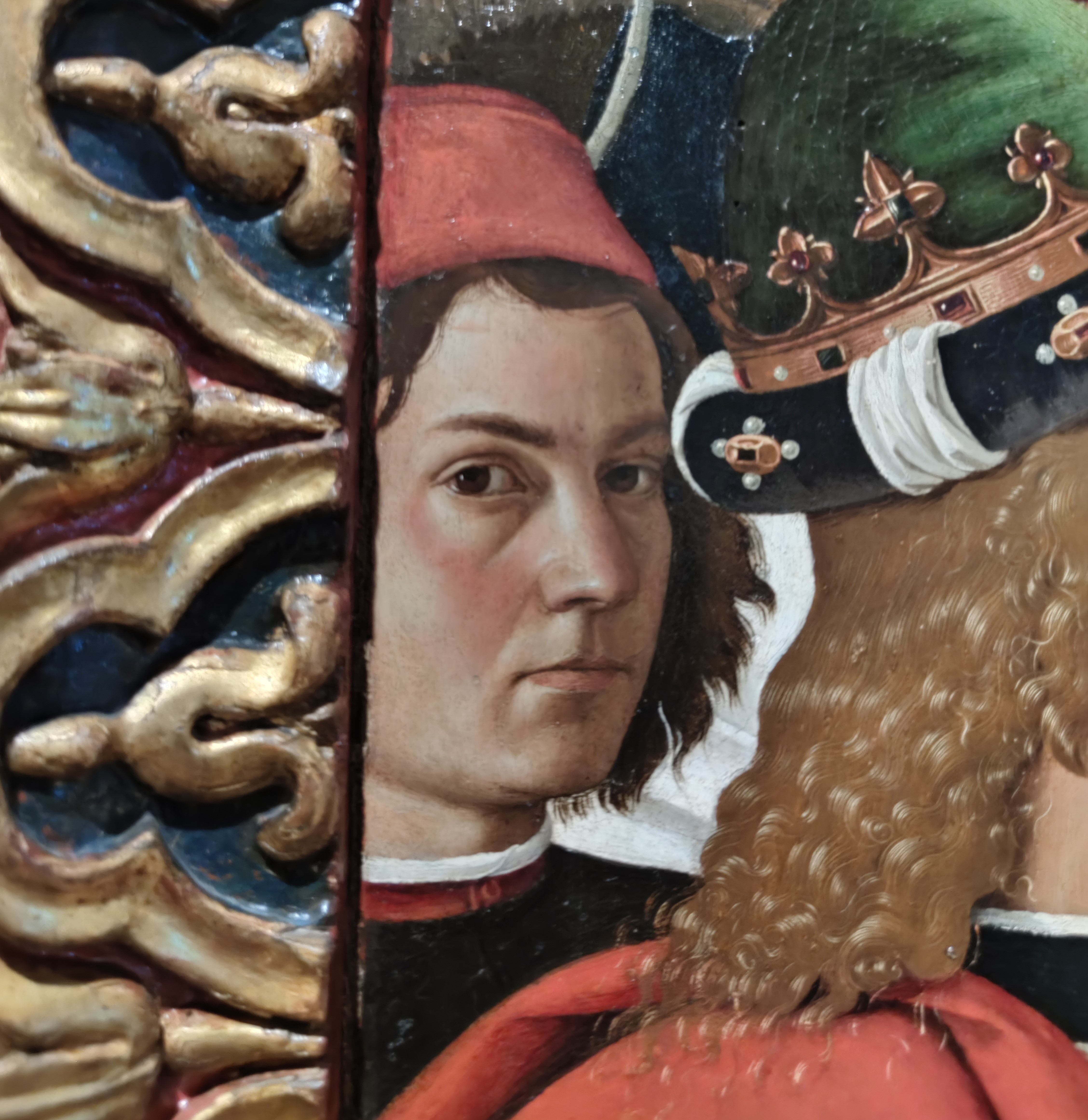
Autoritratto del Perugino nell'Adorazione dei Magi

La prima attività di Perugino, rintracciabile solo a partire dagli anni settanta del Quattrocento, non è ricordata in nessun documento, ed è stata ricostruita solo in base a confronti stilistici. In genere vengono avvicinate agli esordi quelle opere dove è più forte la ricerca di espressione mediante il disegno lineare, di chiara ascendenza fiorentina, mentre sono gradualmente datati agli anni successivi quei lavori dove si inizia a manifestare una transizione verso lo stile "moderno", basato su una maggiore purezza formale, con attenzione all'armonia compositiva e un uso più morbido e sfumato del colore, che si affermò poi nella Roma di Giulio II e di Leone X. A Perugino viene infatti attribuito l'avvio di questa svolta, che venne ripresa e sviluppata dai più grandi maestri a cavallo tra XV e XVI secolo.
Una primissima opera è talvolta indicata nella Madonna col Bambino (Madonna Gambier Parry) del Courtauld Institute di Londra, dove sono evidenti le influenze della sua prima produzione: impostazione frontale attenta al volume derivata da Piero della Francesca, semplicità della decorazione, chiaroscuro netto alla Verrocchio; la tecnica e la tipologia del volto della Vergine dimostrano un'influenza fiamminga, mentre si riscontrano già elementi che diverranno tipici della sua arte, quali il ritmo cadenzato di pose e gesti e il senso melanconico che pervade tutto il dipinto.

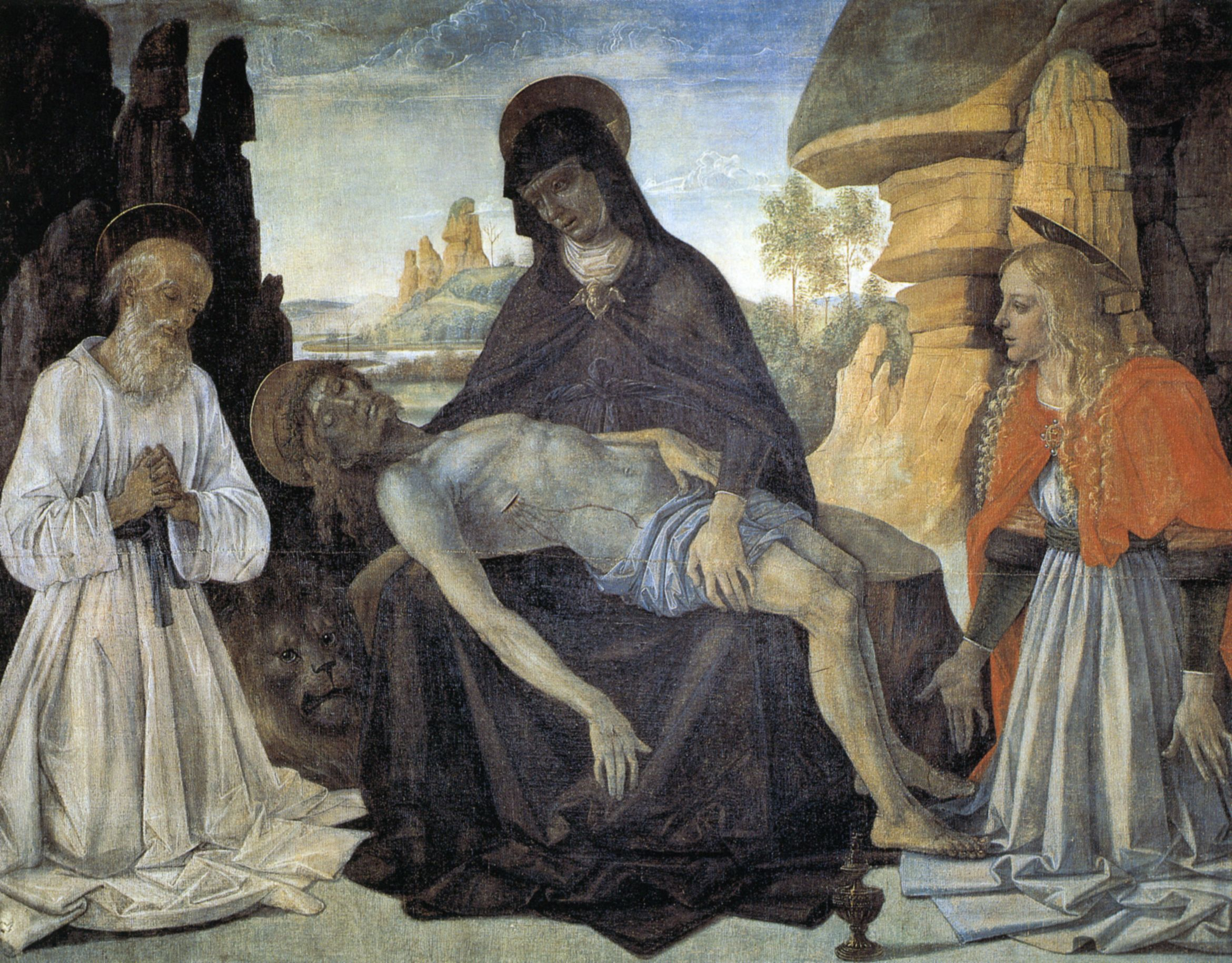
Gonfalone con la Pietà, Perugia

Per le fattezze molto simili del Bambino e della Vergine e per il disegno molto marcato è databile a questi primi anche l'Adorazione dei Magi, da alcuni collocata invece verso il 1476, che rappresentò una prima commissione importante da parte dei Serviti di Perugia, oggi alla Galleria Nazionale dell'Umbria. I personaggi stipati nello spazio, quasi secondando un gusto tardogotico, la linea di contorno preponderante, le figure robuste e massicce, la presenza di citazioni "famose" (Piero, Leonardo, Verrocchio): tutti questi elementi appaiono più tipicamente riferibili all'esercitazione di un giovane che non allo stile di un maestro affermato.
Allo stesso periodo risalgono le due tavolette di predella con la Nascita della Vergine e il Miracolo della Neve, appartenenti a una perduta pala dedicata alla Vergine. Vicino all'Adorazione de Magi è anche il Gonfalone con la Pietà, dal convento francescano di Farneto, oggi alla Galleria nazionale dell'Umbria. In questa opera è evidente ancora la componente verrocchiesca, che solo nella figura della Maddalena inizia leggermente ad addolcirsi, verso una rielaborazione dei modi fiorentini che porterà allo stile maturo dell'artista. Un'altra opera giovanile, frammento forse di un insieme più ampio, è la tavoletta della Visitazione con sant'Anna, alla Galleria dell'Accademia di Firenze.

### San Bernardino

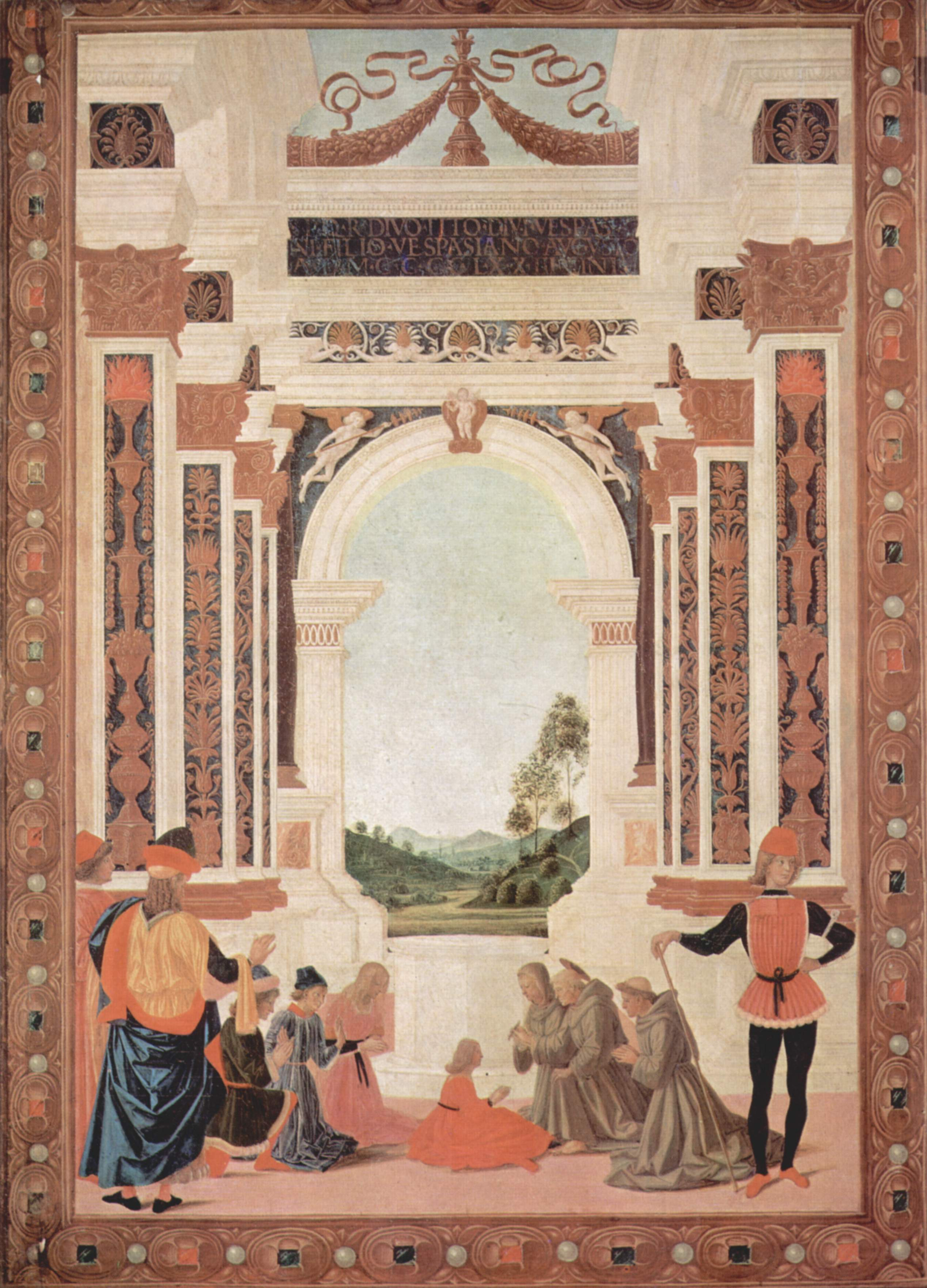
San Bernardino risana da un'ulcera la figlia di Giovanni Petrazio da Rieti

Nel 1473 Perugino ricevette la prima commissione altamente significativa della sua carriera, che segnò una prima svolta nella sua produzione. I francescani di Perugia, fortemente impegnati nel loro ordine a diffondere il culto di san Bernardino da Siena (canonizzato nel 1450), gli chiesero di decorare la cosiddetta "nicchia di San Bernardino", dipingendo otto tavolette che insieme componevano due ante che chiudevano una nicchia con un gonfalone con l'effigie del santo nell'omonimo oratorio, successivamente separate e ancora oggi oggetto di lunghe diatribe circa la disposizione originale.
Esse vennero realizzate a più mani (almeno cinque artisti, tra i quali si sono fatti nomi prestigiosissimi), ma si può riconoscere comunque l'intervento del Perugino in due tavolette, le migliori qualitativamente: quella col Miracolo del bambino nato morto e, soprattutto, quella con San Bernardino risana una fanciulla. In esse l'architettura monumentale e decorata prevale sulle piccole figure umane, e la luce tersa e nitidissima deriva da Piero della Francesca.
A un periodo molto vicino risalgono i tre scomparti di predella del Louvre con San Girolamo che resuscita il cardinale Andrea, Cristo morto e San Girolamo che assiste due giovani impiccati ingiustamente.

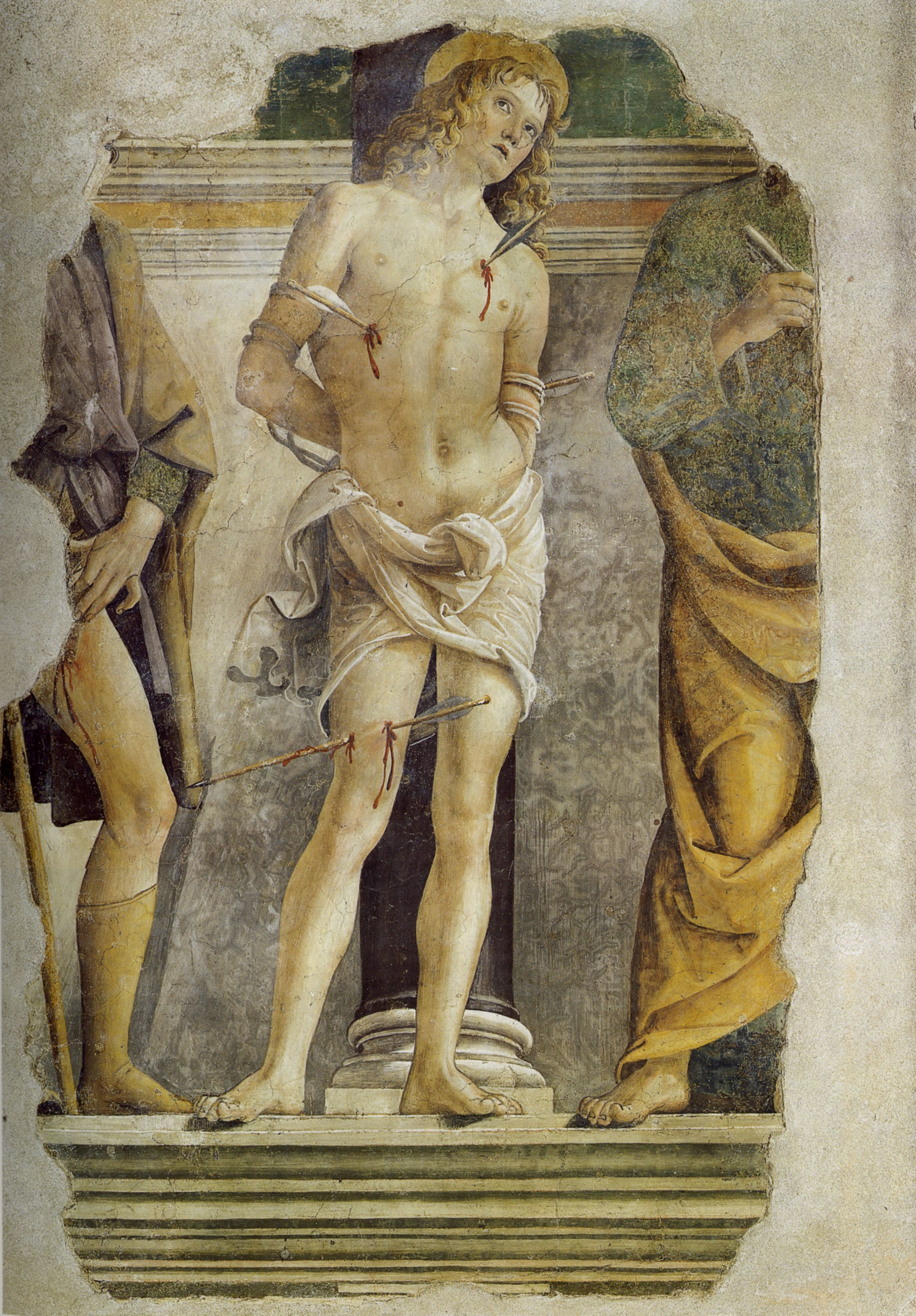
San Sebastiano di Cerqueto

Datato al 1477 o 1478 è l'affresco staccato, oggi nella Pinacoteca Comunale di Deruta, con il Padre Eterno con i santi Rocco e Romano, con una rara veduta idealizzata di Deruta in basso. Venne probabilmente commissionato per la fine della pestilenza del 1476. L'opera riprende elementi dell'Adorazione dei Magi e della tavoletta di san Bernardino, ma vi si trova per la prima volta anche un inequivocabile languore delicato delle figure, che divenne di lì a poco una delle caratteristiche più tipiche dello stile del Perugino.
Nel 1478 continuò a lavorare in Umbria, dipingendo gli affreschi della cappella della Maddalena nella chiesa parrocchiale di Cerqueto, nei pressi di Perugia, dove rimangono solo frammenti. L'opera, per quanto in una realtà provinciale, testimonia la sua crescente notorietà, con commissioni di notevole complessità decorativa. Ne restano un frammento di San Sebastiano tra i santi Rocco e Pietro, il primo esempio conosciuto del santo trafitto dalle frecce che divenne uno dei temi più apprezzati della sua produzione. In quest'opera all'uso della linea appreso a Firenze, unì un'illuminazione tersa, derivata da Piero della Francesca. L'opera fece da modello per numerose repliche per la devozione privata: se ne conoscono una al Museo nazionale di Stoccolma, una frammentaria all'Ermitage di San Pietroburgo, una al Louvre (1490), una nella chiesa di San Sebastiano a Panicale (1505) e una nella chiesa di San Francesco al Prato a Perugia (1518).
A questa fase appartengono varie Vergini disseminate in numerosi musei europei, molte delle quali per lungo tempo in passato erano state attribuite al Verrocchio. In tutte si individua una mescolanza delle influenze trasmesse al Perugino dai suoi due maestri.

### A Roma

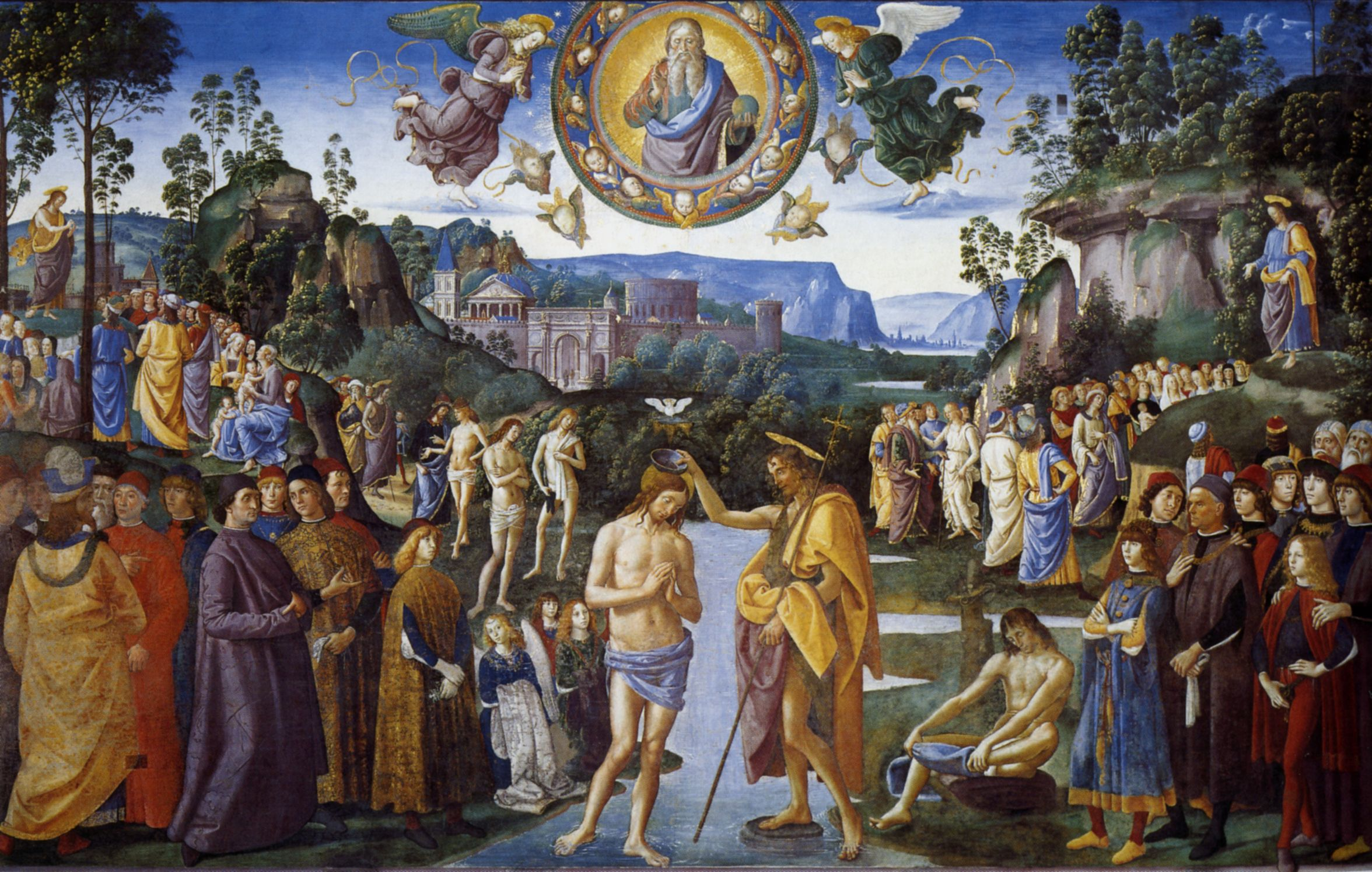
Battesimo di Cristo, Cappella Sistina

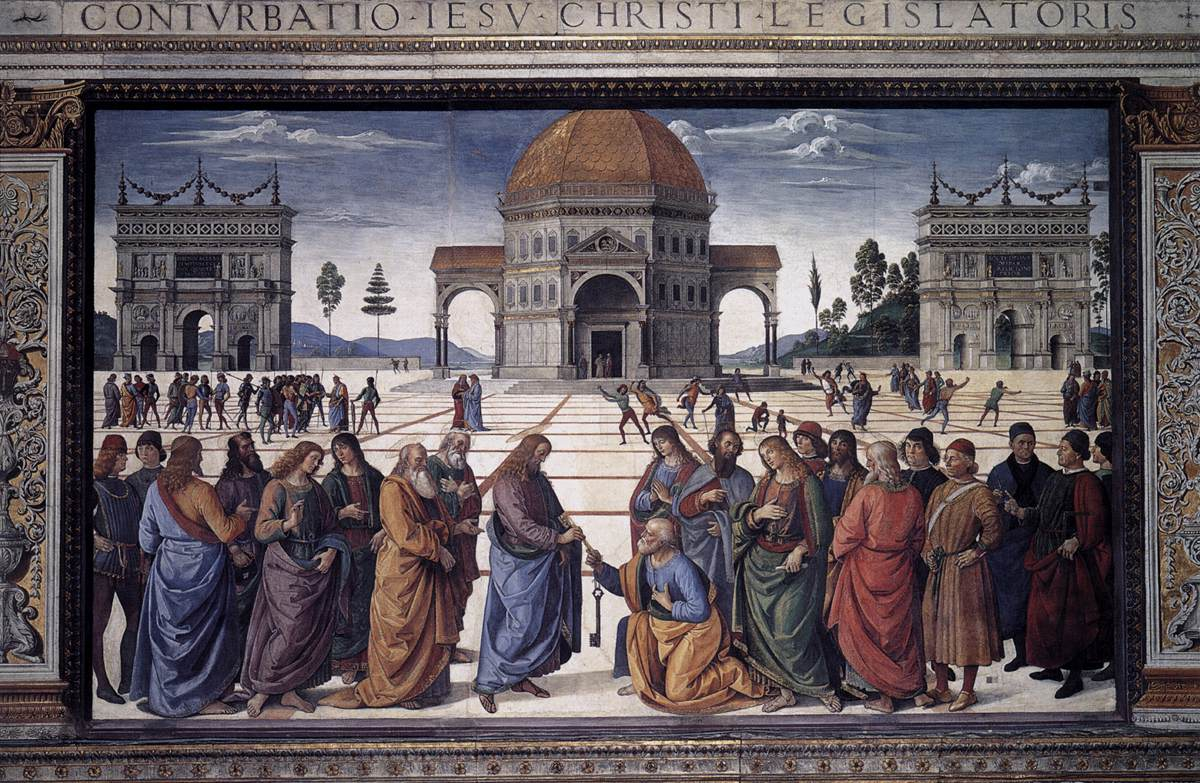
Consegna delle chiavi, Cappella Sistina

Raggiunta presto una notevole fama, venne chiamato a Roma dal 1479, dove dipinse l'abside della cappella della Concezione, nel coro della Basilica vaticana per papa Sisto IV, opera distrutta nel 1609 quando fu dato avvio a ricostruzione della basilica. Da documenti d'archivio si sa che il ciclo rappresentava la Madonna col Bambino in una mandorla, affiancata dai santi Pietro, Paolo (nell'atto di presentarle papa Sisto), Francesco e Antonio da Padova.
Il lavoro dovette riscuotere un notevole successo, tanto che il papa incaricò poco dopo Perugino di decorare la parete di fondo della Cappella Sistina, venendogli presto affiancati per interessamento di Lorenzo de' Medici, a partire dall'estate del 1481, un gruppo dei migliori pittori fiorentini tra cui Botticelli, Ghirlandaio e Cosimo Rosselli, coi rispettivi collaboratori. Perugino, che si avvaleva come collaboratore di Pinturicchio, era uno dei più giovani del gruppo ma ottenne subito una posizione preminente nel gruppo di lavoro: ciò dimostra il favore che andava incontrando la sua arte fatta di un'innovativa interpretazione del classicismo, a fronte della concezione puramente disegnativa di Botticelli o della struttura solida e robusta di Ghirlandaio. Per questi affreschi i pittori si attennero a comuni convenzioni rappresentative in modo da far risultare il lavoro omogeneo, quali una comune scala dimensionale, una comune struttura ritmica e una comune rappresentazione paesaggistica; utilizzarono inoltre, accanto ad un'unica gamma cromatica, le rifiniture in oro in modo da far risplendere le pitture con i bagliori delle torce e delle candele.
Nella zona dietro l'altare, la prima ad essere affrescata, dipinse la finta pala d'altare dell'Assunta col papa inginocchiato come committente, opera distrutta per far posto al Giudizio Universale di Michelangelo insieme ad altri suoi due riquadri sulla stessa parete, la Nascita e ritrovamento di Mosè e la Natività di Cristo.

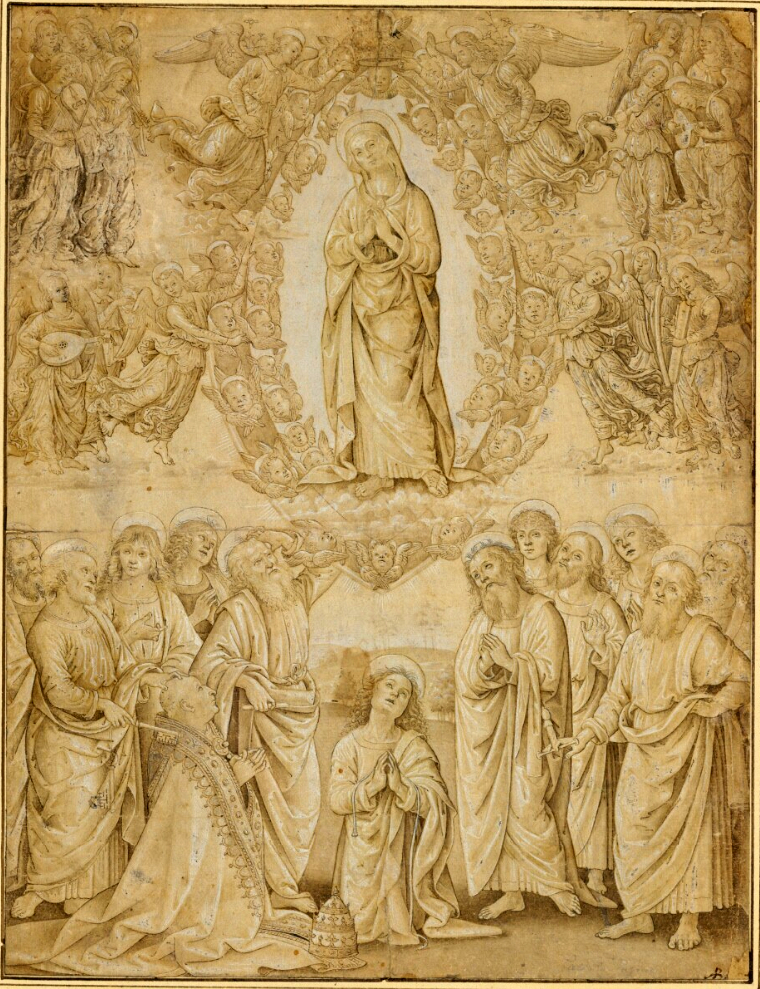
La perduta Assunzione di Maria della Sistina, in un disegno del Pinturicchio

L'Assunta ci è nota da un disegno di un allievo del Pinturicchio, che mostra il prototipo di quel modo di dividere lo spazio in due piani paralleli quasi non comunicanti, uno superiore e uno inferiore, che venne ampiamente replicato dall'artista. Ne sono esempi la Pala di Fano (1489 circa), la Pala di Vallombrosa (1500), la Madonna in gloria e santi della Pinacoteca Nazionale di Bologna (1500-1501), la Pala dell'Annunziata di Firenze (1507), la Pala del Duomo di Napoli (1508-1509) e la Pala di Corciano (1513). La stessa idea compositiva ricorre poi nelle ascensioni di Cristo come nel Polittico di San Pietro (1496-1500) per l'omonima chiesa perugina, la Pala di Sansepolcro (1510 circa) e la Pala della Trasfigurazione in Santa Maria dei Servi a Perugia (1517).
Anche la Natività, che aveva una riproduzione quasi contemporanea nella chiesa di San Giusto alle Mura a Firenze (pure perduta), riscosse ampio favore e ci è nota da disegni. Una derivazione antica è il Polittico Albani Torlonia (1491) dove l'evento della nascita è in primo piano, con un ruolo fondamentale delle figure umane, mentre lo sfondo è occupato da architetture di ampio respiro compositivo, che nelle riproposizioni successive lasciarono spazio a un paesaggio gradualmente più spoglio ed essenziale.
Tra gli affreschi superstiti di Perugino nella Cappella Sistina ci sono il Battesimo di Cristo (l'unica opera firmata di tutta la cappella), il Viaggio di Mosè in Egitto e la celeberrima Consegna delle chiavi. Quest'ultimo affresco mostra gli apostoli e una folla di personaggi ai lati del gruppo centrale, costituito dal Cristo che dà le due chiavi a san Pietro inginocchiato. In secondo piano sono rappresentati gli episodi del pagamento del tributo, a sinistra e a destra della tentata lapidazione di Cristo, a cui si riferisce l'iscrizione sovrastante: CONTURBATIO IESU CHRISTI LEGISLATORIS. Si crede di riconoscere nel personaggio sulla destra in primo piano e con il berretto nero l'autoritratto del Perugino. Lo sfondo è composto da un apparato scenografico di grande impatto, dove nulla è casuale ma soggetto a un perfetto controllo intellettuale. Vi si riscontra la passione per la resa di dettagli architettonici, già presente nelle Tavolette di San Bernardino, con due archi trionfali, evidenti omaggi all'Arco di Costantino, e con un tempietto a base centrale nel mezzo, trasposizione ideale del Tempio di Gerusalemme. La composizione venne ripresa con successo nello Sposalizio della Vergine (1501-1504) al Musée des Beaux-Arts di Caen, già nella cappella del Santo Anello nel Duomo di Perugia.
Successivamente il Perugino lasciò il cantiere della Sistina e al suo posto subentrò Luca Signorelli.

### L'apogeo
(Giorgio Vasari)

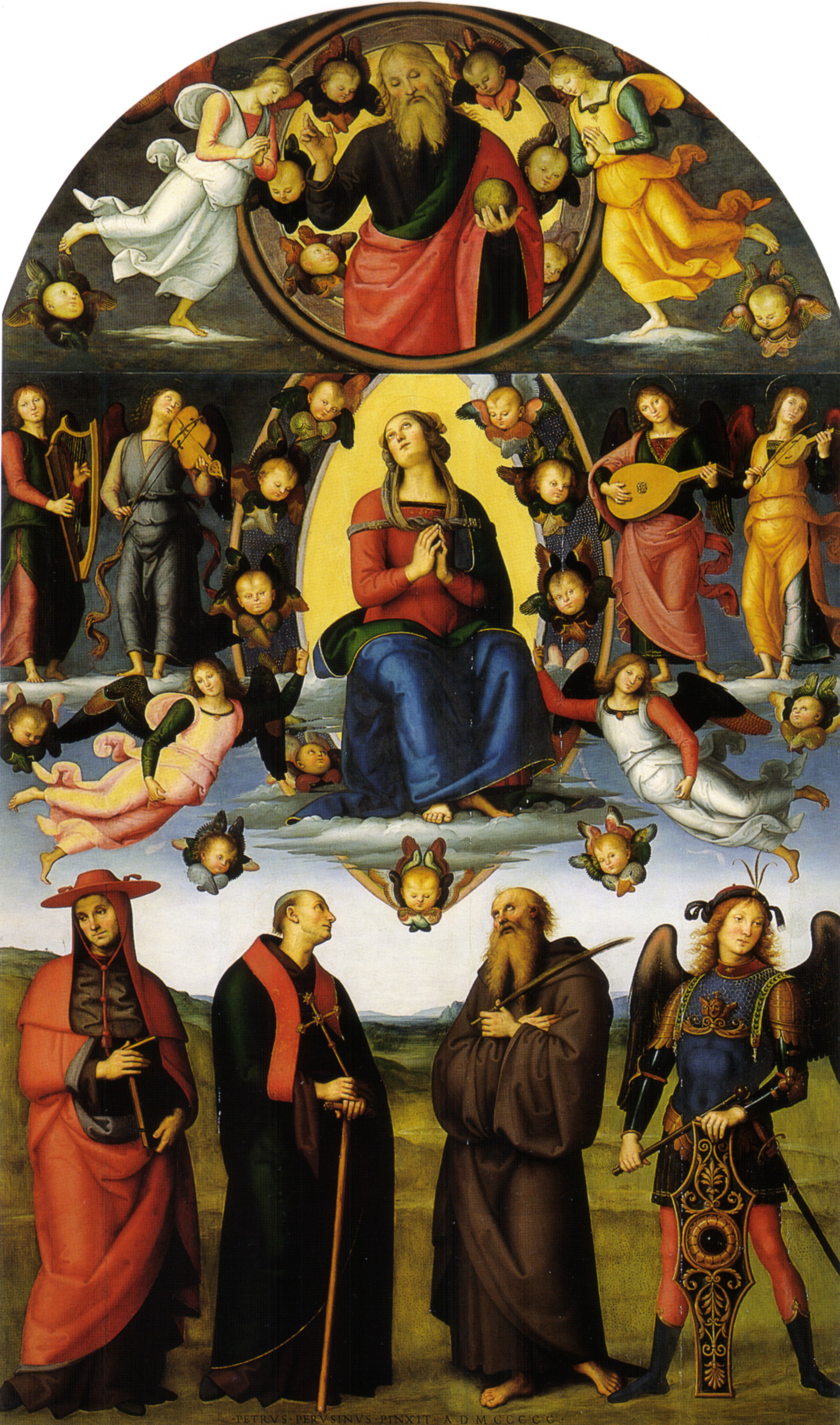
Pala di Vallombrosa (1500)

Nei dieci anni successivi Perugino continuò a gravitare tra Roma, Firenze e Perugia. Nella città toscana nel 1482, subito dopo il ritorno dall'impresa romana, venne incaricato di decorare una delle pareti della Sala dei Settanta in palazzo Vecchio, mai eseguita.
Nel 1483 partecipò al più ambizioso programma decorativo avviato da Lorenzo il Magnifico, la decorazione della villa di Spedaletto, presso Volterra, dove vennero radunati i migliori artisti sulla scena fiorentina dell'epoca: Sandro Botticelli, Domenico Ghirlandaio, Filippino Lippi e Perugino. Le scene, che avevano un carattere squisitamente mitologico, come è noto, andarono completamente perdute.
Nel 1485 per il gran prestigio di cui godeva fu nominato cittadino onorario di Perugia; in quell'anno circa realizzò il Trittico Galitzin.
La sua attività, per la popolarità crescente, divenne sempre più frenetica, tanto che iniziò a tenere regolarmente bottega sia a Firenze che a Perugia. Raramente disponeva di aiuti fissi, ma preferiva anzi reclutarne direttamente nei luoghi dove soggiornava, permettendo al suo stile di accordarsi di volta in volta al contesto locale. Superate le asperità verrocchiesche delle prime opere, la luce diventa in questo periodo sempre più diffusa, e i paesaggi abbandonano le asperità in favore di dolci colline ondulate, senza né tempo né luogo. Le sue composizioni pacate e solenni, ottennero un grande successo, in quanto rispondevano nel modo più adeguato alle pratiche di visualizzazione interiore dei manuali di orazione, diffusissimi alla fine del Quattrocento. Essi richiedevano come supporto immagini con figure e luoghi non troppo caratterizzati, per permettere al devoto di dare lui un volto e un luogo preciso alla scena sacra che visualizzava internamente; ciò portò il Perugino a costruite figure con espressioni indefinite inserite su sfondi paesaggistici generici, risultato accentuato dall'uso di una gamma cromatica ricca ma soffusa. I personaggi che creava di fantasia hanno un'eleganza raffinata e una morbida dolcezza pittorica, mentre nei ritratti dimostrava un pungente spirito di osservazione analitica, capace di indagare anche la psicologia.
Un viaggio a Venezia nel 1494 gli permise di ammirare l'apogeo della scuola locale con le opere di Vittore Carpaccio e Giovanni Bellini, che influenzarono la sua produzione successiva.

#### Firenze

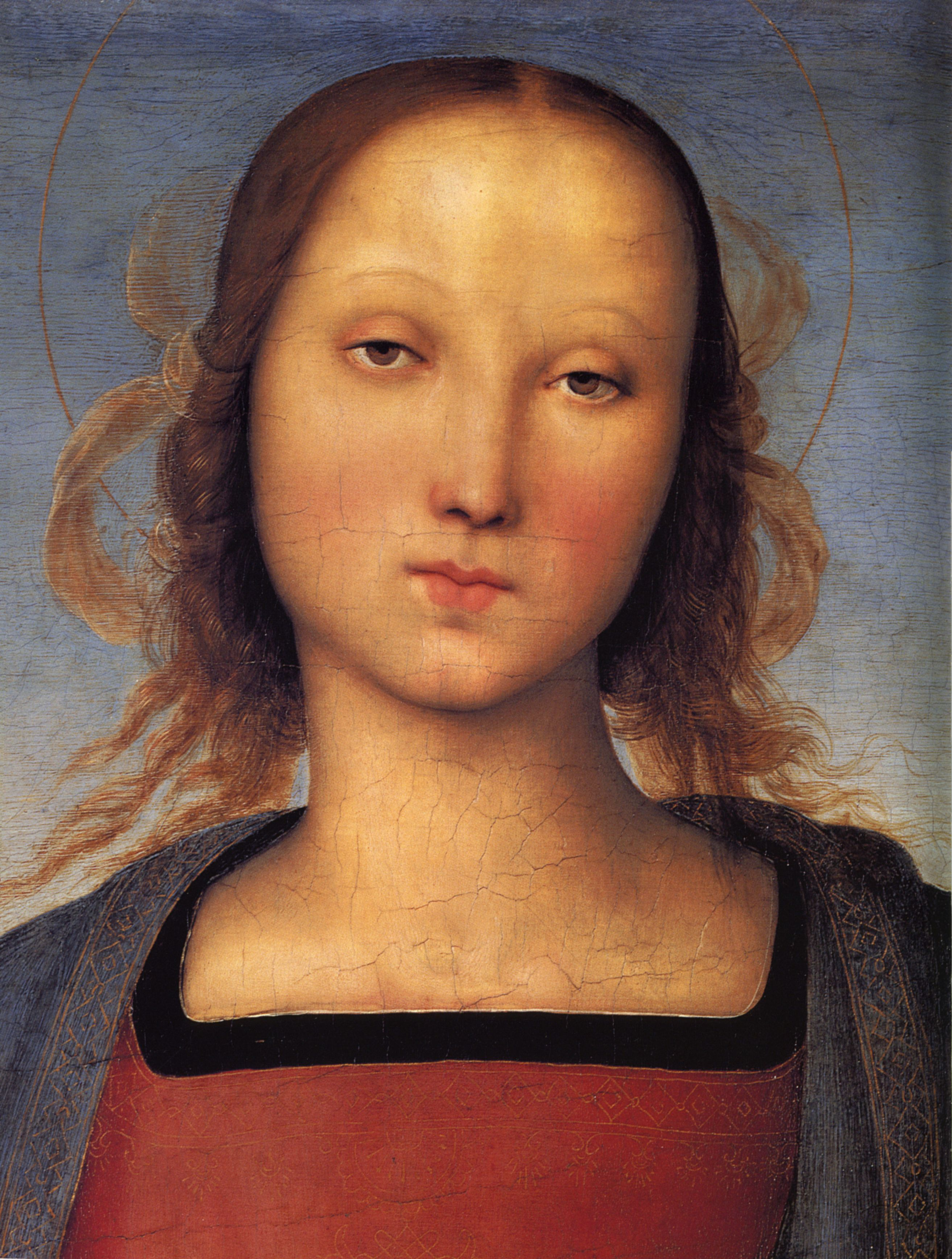
Figura di Chiara Fancelli in una Madonna

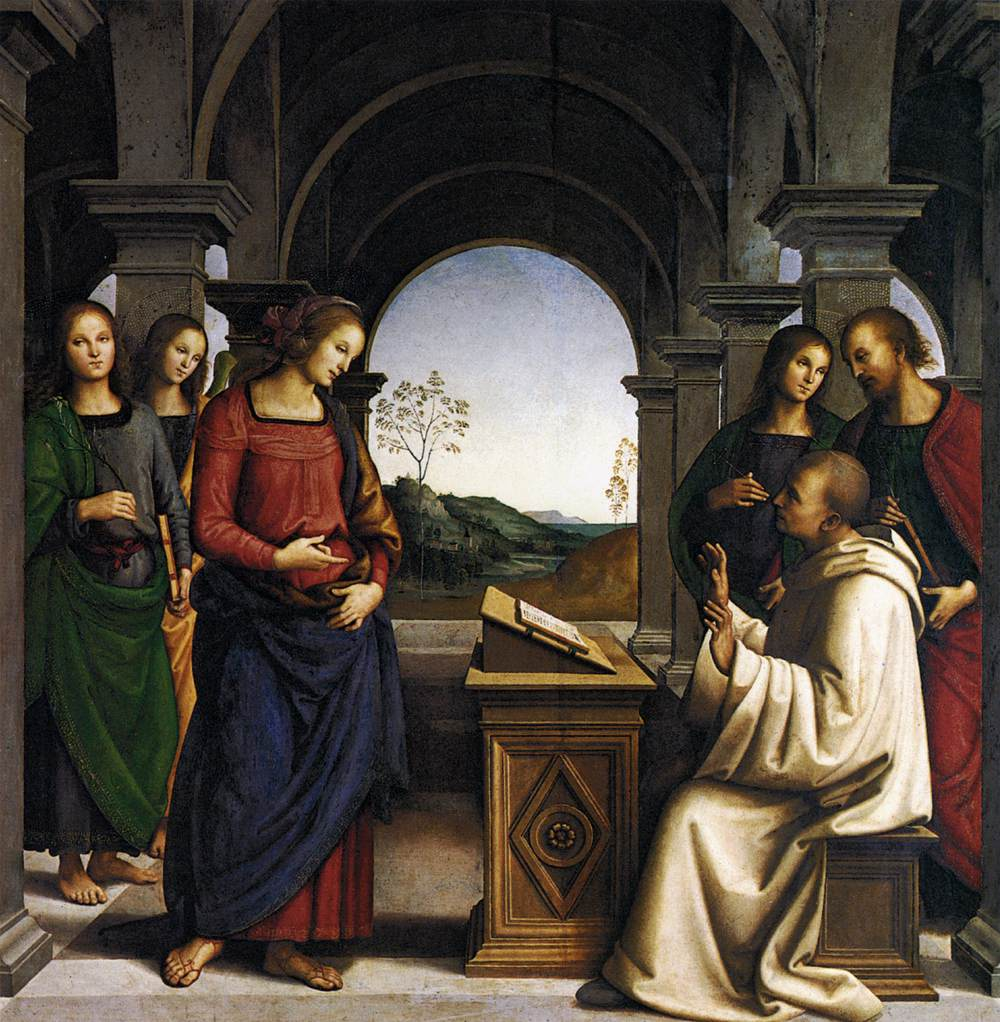
Apparizione della Vergine a san Bernardo (1488-1489)

A Firenze nel 1493 sposò Chiara Fancelli, figlia di Luca Fancelli e modella per tante sue Madonne e iniziò a soggiornare prevalentemente. Qui creò una serie di grandi tavole per gli altari della chiesa di San Giusto degli Ingesuati (Crocifissione, Orazione nell'orto e Pietà) e affrescò il refettorio delle monache di Fuligno con un Cenacolo. In queste opere iniziò ad usare un'impaginazione architettonica delle figure sotto un portico, spesso di disegno identico, dalle forme semplici ma solenni, aperte su un paesaggio che dilatava lo spazio grazie all'uso della prospettiva aerea, ormai portato a una padronanza magistrale con i delicati accordi di verdi acquosi e di azzurrini. Inoltre in queste opere iniziano ad assumere un'importanza sempre maggiore le figure in primo piano, arrivando ad essere il metro che definisce i rapporti spaziali e volumetrici dell'intero dipinto. Altri esempi sono l'Apparizione della Vergine a san Bernardo, la Madonna col Bambino tra i santi Giovanni Battista e Sebastiano o il Polittico Albani Torlonia, quest'ultimo dipinto per Roma, dove le arcate del portico si moltiplicano anche sugli scomparti laterali.
Nel frattempo entrò nei circoli laurenziani, dove la sua pittura idealmente armonica non poteva che essere apprezzata per le stringenti analogie con la filosofia dell'Accademia neoplatonica. Per lo stesso Lorenzo il Magnifico dovette dipingere la tavola con Apollo e Dafni (1495-1500), conservata al Louvre. Il tema mitologico, fruibile solo da un pubblico di specialisti a causa delle complesse allegorie, alludeva al nome del committente Lorenzo (Dafni in greco si traduce Laurus, cioè "Laurentius", Lorenzo) e alla sua vocazione alle arti e alla musica patrocinate da Apollo. Le figure, immerse in un paesaggio di pacata armonia, sono dolcemente tornite, e citano opere classiche: se l'Apollo si rifà all'Hermes di Prassitele, Dafni si rifà all'Ares di Lisippo.
Ormai la sua bottega fiorentina superava in fama anche quelle dei migliori pittori locali, come Sandro Botticelli, Filippino Lippi e Domenico Ghirlandaio, ricevendo anche richieste da altri principati in cui la sua fama si andava allargando.

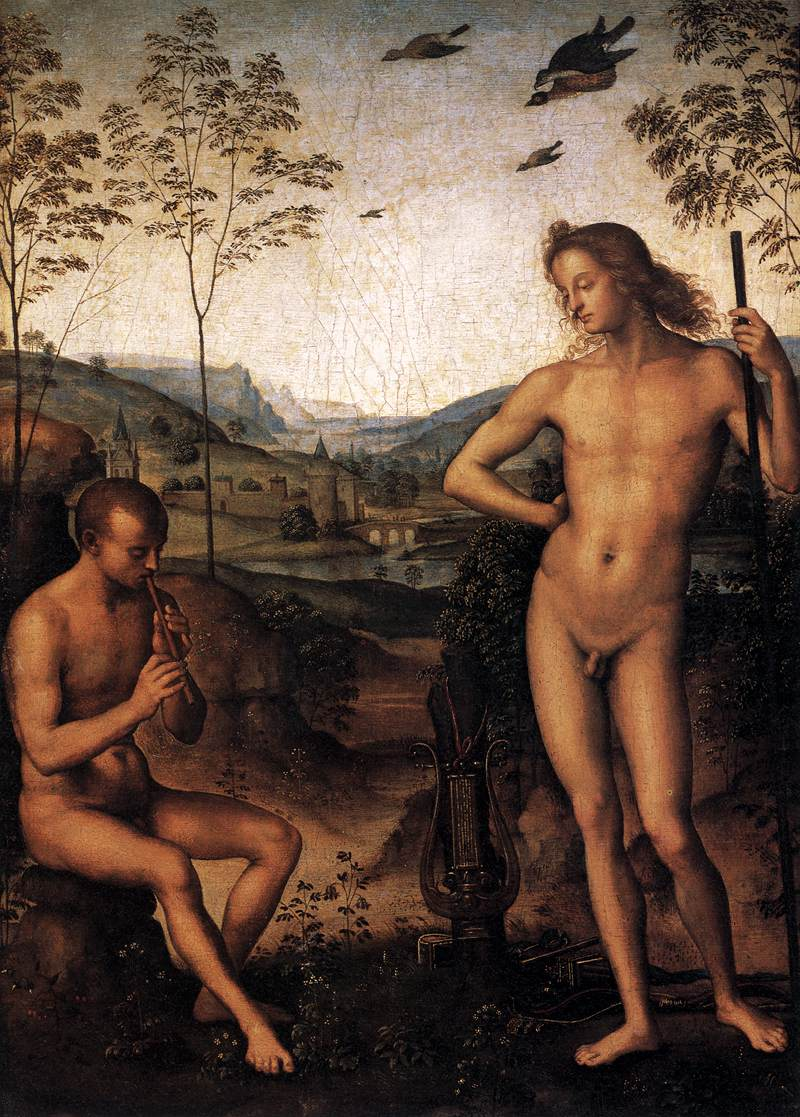
Apollo e Marsyas (1490 circa)

La crisi innescata dalla morte di Lorenzo il Magnifico e dal ripristino della Repubblica fiorentina infervorata dalle prediche di Girolamo Savonarola probabilmente colpirono solo in maniera indiretta Perugino, senza un netto stacco della sua arte tra i modi prima e dopo i drammatici eventi degli anni novanta del Quattrocento. La sua arte dopotutto era già adattata ai dettami di semplicità, essenzialità e intensità religiosa senza distrazioni superflue, promossi dal frate ferrarese. Perugino si trovò quindi ad essere il pittore ideale di un linguaggio devozionale fatto di forme semplici, ma tutto sommato ancora armoniose e belle, non austere, in cui la società fiorentina potesse trovare appagamento e pace meditativa nell'arte. Tra i lavori per i seguaci di Savonarola ci fu il Ritratto di Francesco delle Opere (1494). Un'altra evoluzione si ebbe nelle fisionomie delle Madonne, che diventano più mature, semplici e severe, al posto delle giovani raffinate ed eleganti delle opere precedenti. Ne sono esempi la Madonna col Bambino in trono tra i santi Giovanni Battista e Sebastiano degli Uffizi, forse la prima della serie, Madonna del Kunsthistorisches Museum, quella dello Städel e quella del Louvre.
In che misura questi accorgimenti stilistici corrispondessero anche a una reale adesione ai principi morali savonaroliani da parte del pittore non ci è dato saperlo, ma la testimonianza di Vasari tenderebbe a negare un vero coinvolgimento, ricordandolo invece dedito ai piaceri terreni.
Sempre a Firenze nel 1495 realizzò il Compianto sul Cristo morto per le monache del convento di Santa Chiara, ora presso la Galleria Palatina a Firenze; tra il 1495 e il 1496 la Crocifissione ad affresco nella chiesa di Santa Maria Maddalena dei Pazzi; nel 1500 la Pala di Vallombrosa, oggi alla Galleria dell'Accademia; e tra il 1505 e il 1507 il Polittico dell'Annunziata, pure all'Accademia di Firenze.

#### Perugia

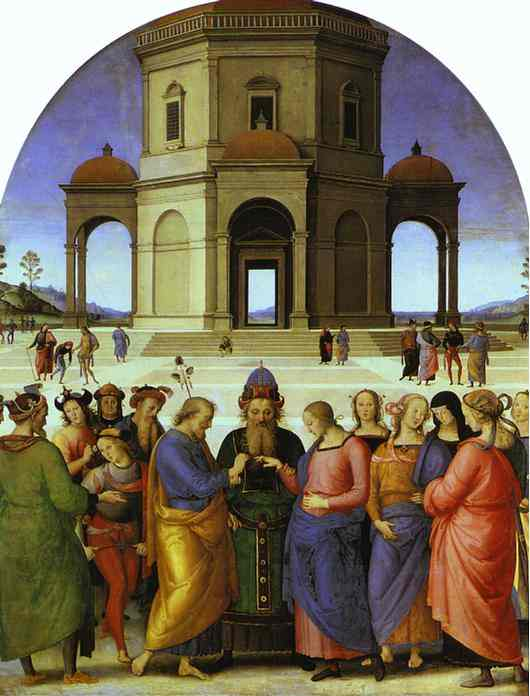
Sposalizio della Vergine (1501-1504)

Anche dalla bottega di Perugia uscirono numerosi capolavori. Tra la fine del 1495 e il 1496, la Pala dei Decemviri, detta così perché realizzata su commissione dai Decemviri di Perugia per la cappella nel Palazzo dei Priori.
Nel 1496-1500 dipinse il Polittico di San Pietro, opera smembrata nel 1591, in seguito alla soppressione del monastero: al centro era l'Ascensione con la Vergine, gli Apostoli e Angeli, come cimasa Dio in gloria, nella predella le tavole con l'Adorazione dei Magi, il Battesimo di Cristo, la Resurrezione e due pannelli con i santi protettori di Perugia. Infine, sulle basi delle colonne che fiancheggiavano l'Ascensione erano collocati sei pannelli con santi benedettini tra cui san Benedetto, santa Flavia e san Placido: queste ultime tre tavolette conservate ai Musei Vaticani. Del 1501-1504 è il celebre Sposalizio della Vergine, ripreso da Raffaello.
Negli anni successivi approfondì questi aspetti della sua arte, con una maggiore padronanza e con formule pienamente "classiche" nella resa delle figure umane.

#### Il Collegio del Cambio

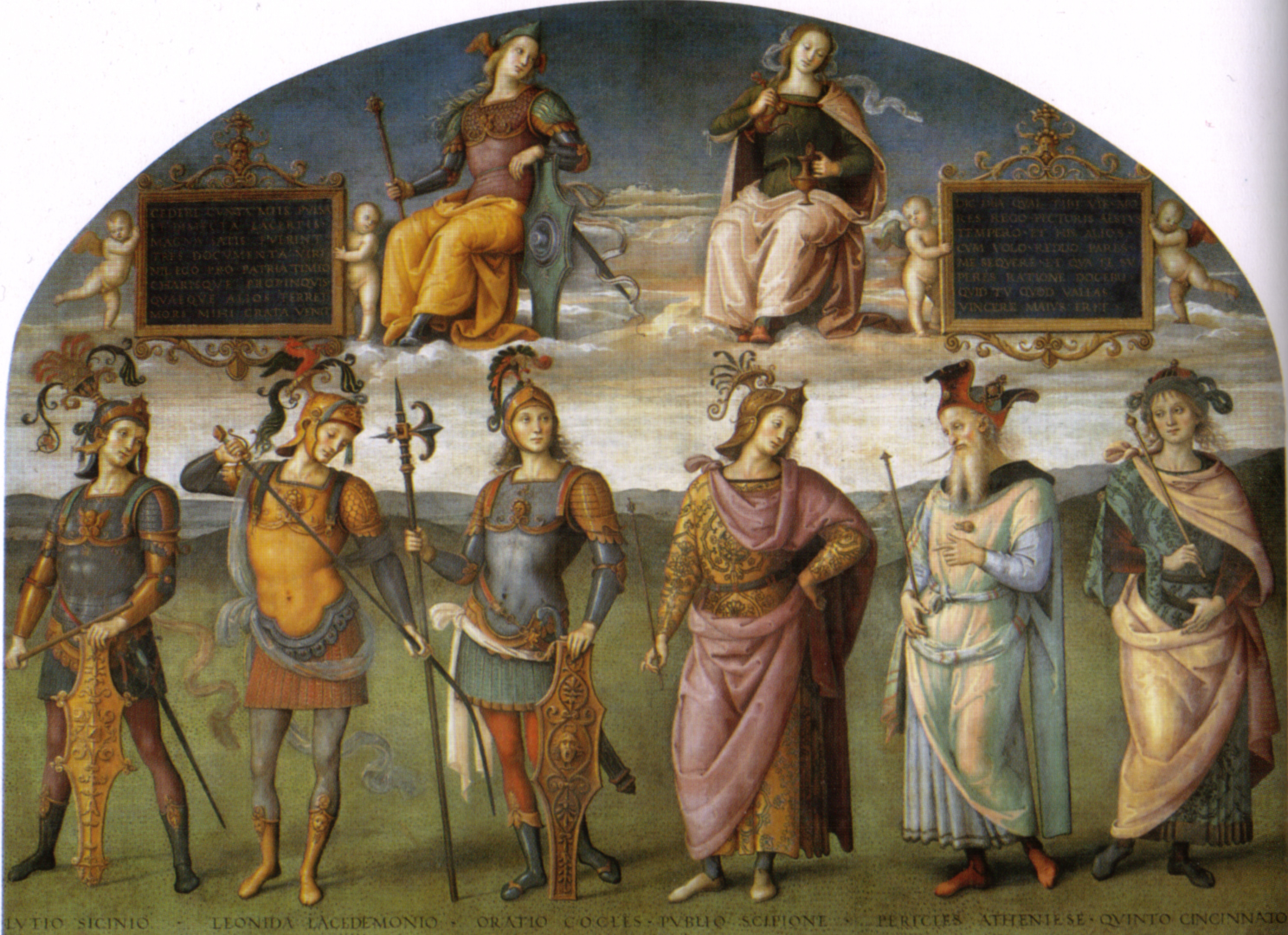
Fortezza e Temperanza sopra sei eroi antichi

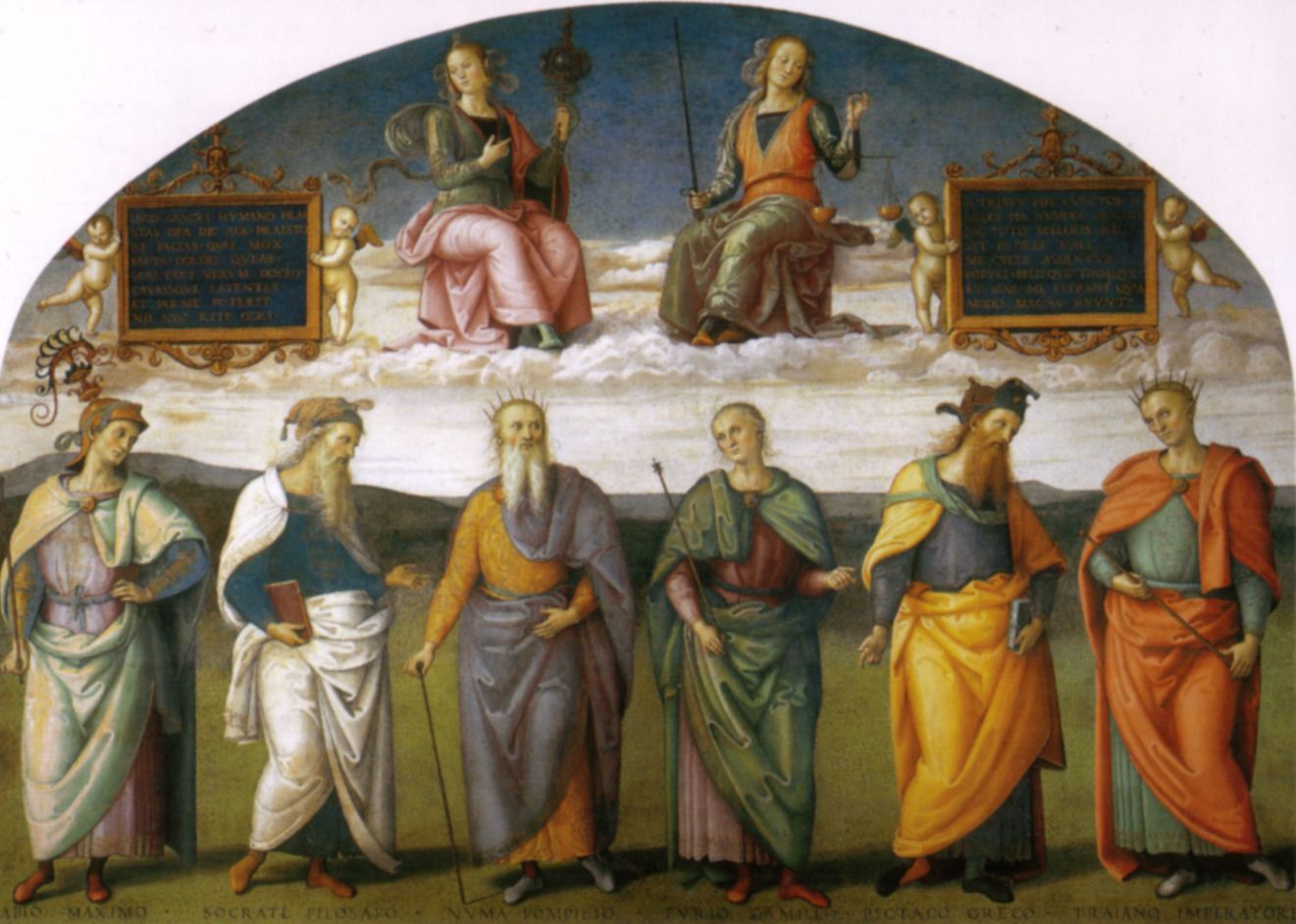
Prudenza e Giustizia sopra sei savi antichi

Nel 1496 lavorò alla decorazione della Sala dell'Udienza nel Collegio del Cambio a Perugia, ciclo terminato nel 1500 con l'intervento di aiuti. Il tema del ciclo è la concordanza fra sapienza pagana e sapienza cristiana, elaborato dall'umanista Francesco Maturanzio. Sulle pareti sono raffigurati la Trasfigurazione, la Natività, l'Eterno tra angeli sopra un gruppo con profeti e sibille, Prudenza e Giustizia sopra sei savi antichi e Fortezza e Temperanza sopra sei eroi antichi; nella volta tra tondi dispone allegorie dei pianeti tra decorazioni a grottesche.
In quest'opera, massimamente lodata dai contemporanei, il pittore raggiunse il suo massimo delle sue possibilità espressive, dove i concetti letterari, umanistici e classici sono trasposti in immagini armoniche e pacate, ritmicamente alternate in un andamento che ricorda la composizione musicale. I colori sono brillanti ma sapientemente armonizzati. La tecnica mostra una pennellata che divide la luce in infiniti segmenti, che vibrano scomponendosi e ricomponendosi nell'effetto finale unitatrio. L'illuminazione teatrale e la prospettiva studiata suscitarono intense emozioni tra i contemporanei. L'altissimo livello qualitativo della pittura a affresco permette di rendere una miriade di dettagli di raffinatezza non minore a quelli ottenibili su tavola. La decorazione del Collegio del Cambio fu sicuramente un capolavoro, dove però sono evidenti anche il limiti della sua arte: la reiterazione di schemi compositivi di repertorio e la difficoltà a rappresentare scene narrative dinamiche.
È il momento in cui l'artista viene massimamente apprezzato, influenzando con il suo linguaggio moltissimi artisti, anche già celebri, che tentano una conversione della loro arte in direzione classicista. Inoltre in questo periodo, quando l'artista era conteso da principi, regnanti e grandi signori, diventa necessario il ricorso alla bottega, con la creazione di opere autografe solo moderatamente e in occasioni determinate, come era consono alla sua personalità di imprenditore di sé stesso, che gestiva accortamente la propria immagine. Sono anche gli anni in cui si forma alla sua bottega il giovane Raffaello, i cui primi saggi sono forse visibili in alcune figure fortemente plastiche e riccamente colorite degli affreschi del Collegio del Cambio.
Anche durante i lavori agli affreschi, Perugino continuò a ricevere commissioni. Di questo periodo sono la Madonna della Consolazione (1498) e la Resurrezione per San Francesco al Prato (1499). Dipinse inoltre il polittico della Certosa di Pavia, la Pala di Vallombrosa e la Madonna in gloria e santi. Tra il 1503 e il 1504 lo Sposalizio della Vergine per la cappella del Santo Anello in Duomo e tra 1510 e il 1520 dipinse il Polittico di Sant'Agostino.
A queste grandi opere si affianca una produzione privata di formato più contenuto, con una serie di Madonne come la Madonna del Sacco (1495-1500), la Madonna col Bambino di Washington (1501) e il Gonfalone della Giustizia.
Rara è poi la produzione in campo miniaturistico, con la creazione in questo periodo del Martirio di san Sebastiano nel codice delle Horae Albani, oggi a Londra, dove usò uno stile sciolto e "sfioccato". Di poco successiva è la Pala Tezi, oggi divisa tra Perugia e Berlino.

### La crisi

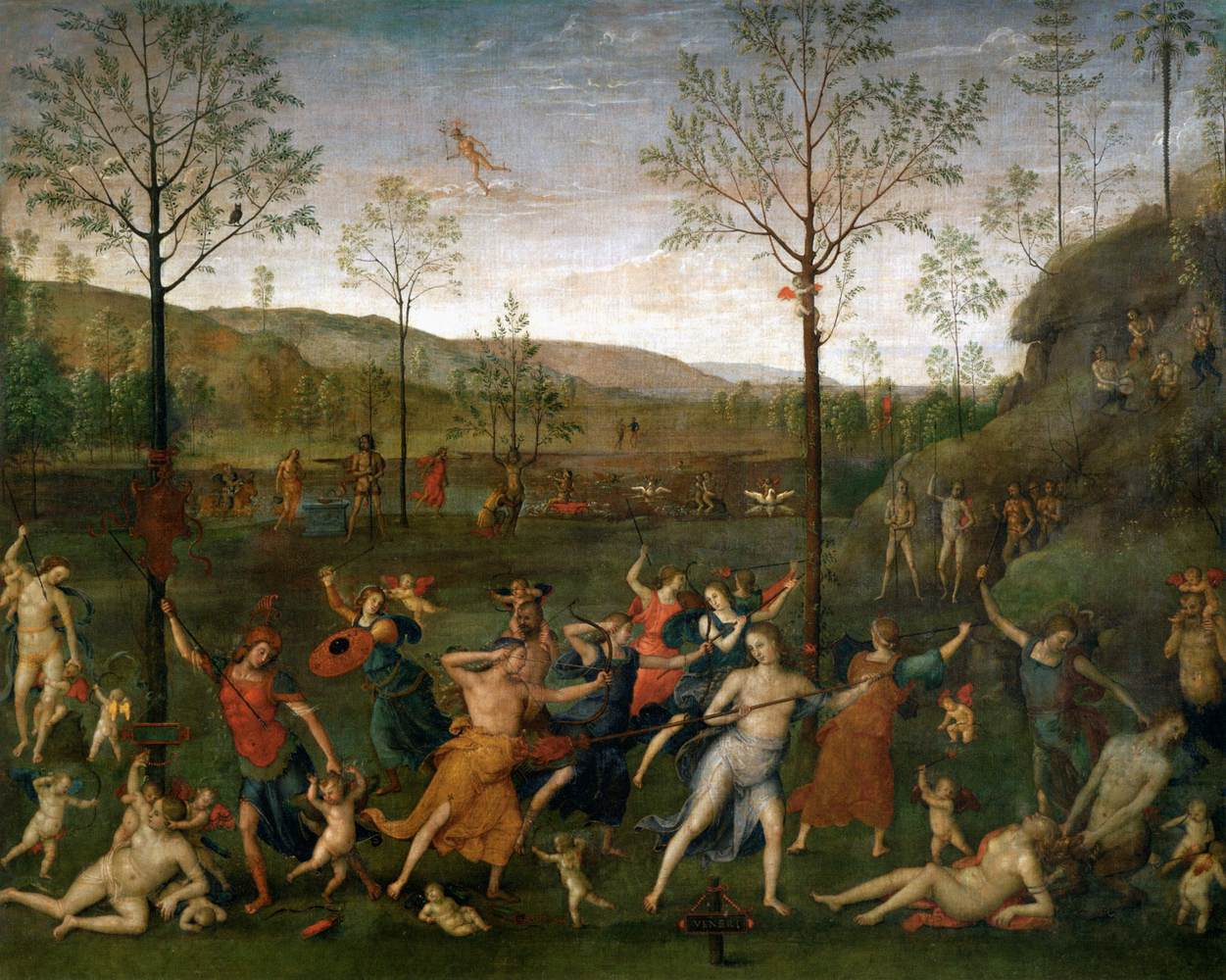
Lotta tra Amore e Castità

Nella cerniera tra i due secoli l'arte di Perugino raggiunse il suo apice. Nel gennaio 1503 la marchesa di Mantova Isabella d'Este, dopo aver approfonditamente saggiato tramite i suoi emissari i migliori artisti attivi sulla piazza fiorentina, scelse Perugino per realizzare uno dei dipinti allegorici del suo studiolo nel Palazzo Ducale, attiguo al Castello di San Giorgio. Si tratta dell'episodio della Lotta tra Amore e Castità, puntualmente descritto dai consiglieri di corte, che andava a inserirsi in un complesso con altre opere di Andrea Mantegna e di altri pittori. Dopo una gestazione piuttosto travagliata dell'opera, con la continua sorveglianza del mantovano Lorenzo Leonbruno e la richiesta di modificare alcune figure in corso d'opera, la marchesa, alla consegna, non ne fu pienamente soddisfatta. Scrisse che l'avrebbe preferita ad olio piuttosto che a tempera (nonostante fosse stata dipinta con tale tecnica proprio per sua richiesta) e forse non apprezzò il modo di rendere l'animata scena, che risulta, a parte il paesaggio, un po' farraginosa, non essendo l'artista a suo agio con figure di dimensioni piccole e con la rappresentazione del movimento.

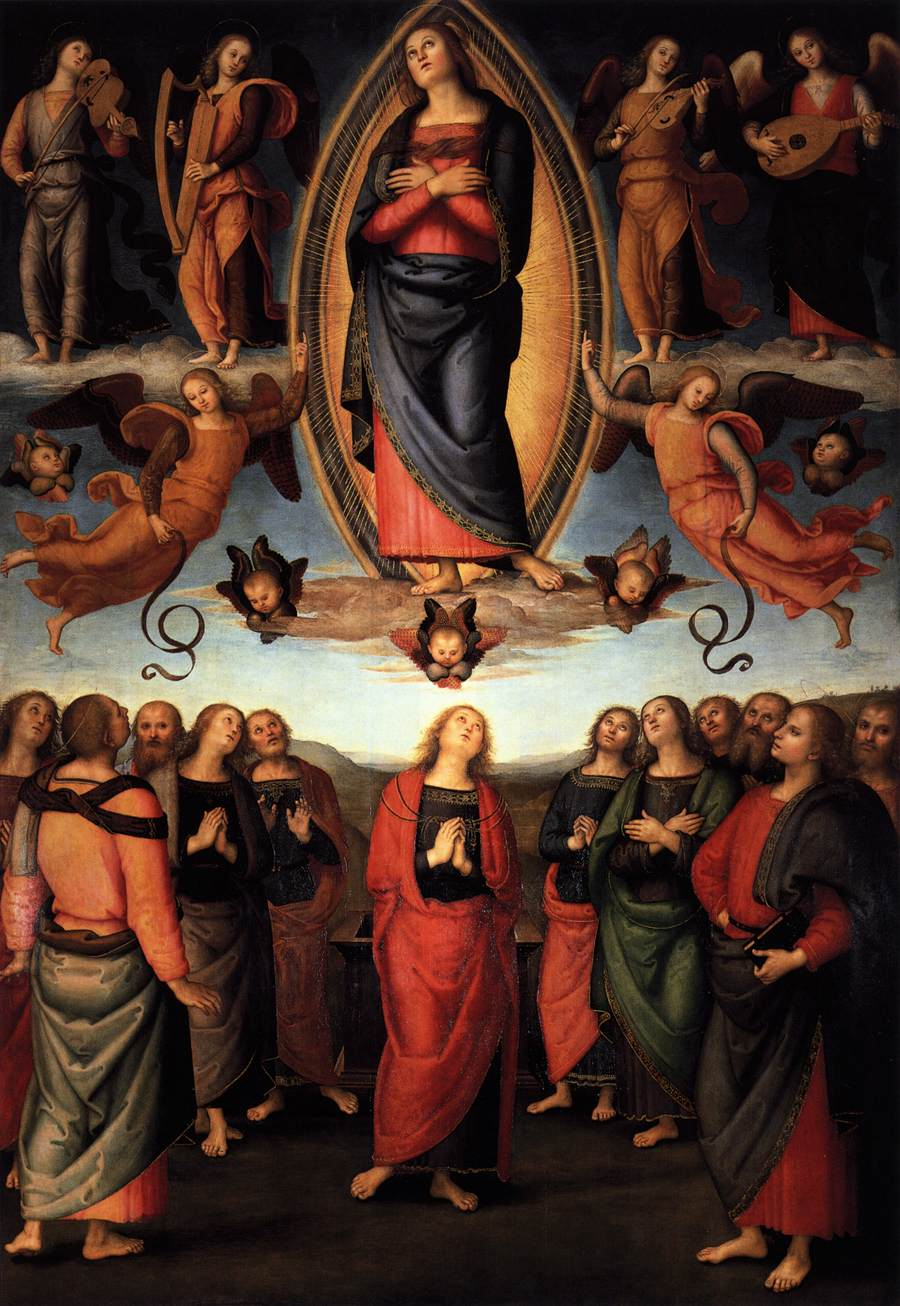
Assunta, dal Polittico dell'Annunziata

A partire da questo episodio l'operato del Perugino, all'apice del successo, iniziò ad essere criticato.
Poco dopo fu incaricato di completare la Pala per l'altare maggiore della basilica della Santissima Annunziata di Firenze, avviata da Filippino Lippi e lasciata incompleta alla sua morte nel 1504. L'opera venne ferocemente criticata dai fiorentini per la ripetitività della composizione. Il Vasari raccontò che il pittore si difese così: "Io ho messo in opera le figure altre volte lodate da voi e che vi sono infinitamente piaciute: se ora vi dispiacciono e non le lodate più che ne posso io?".
In effetti in quegli anni Perugino aveva accentuato l'uso e il riuso dei medesimi cartoni, impostando la qualità non tanto sull'invenzione quanto nell'esecuzione pittorica, almeno quando l'intervento di bottega era assente o limitato. Però col nuovo secolo la varietà d'invenzione era diventata un elemento fondamentale, in grado di fare il discrimine tra gli artisti di primo piano e quelli secondari. Essendo Perugino legato ancora a norme di comportamento quattrocentesche, venne presto superato, mentre si apriva la stagione dei grandiosi successi di Leonardo da Vinci e, di lì a poco, degli altri geni come Michelangelo e il suo allievo Raffaello Sanzio. Perugino non fu comunque l'unico grande artista che ebbe difficoltà nel rinnovare il proprio stile e stare al passo con le straordinarie novità di quegli anni: una crisi simile la ebbero anche Luca Signorelli, Vittore Carpaccio e, per altre ragioni, Sandro Botticelli. Nei grandi centri italiani (Firenze, Roma e Venezia) le novità si manifestavano ormai una dietro l'altra a ritmo velocissimo e quelle opere che non portavano novità venivano respinte. La Pala dell'Annunziata fu l'ultima opera fiorentina del Perugino.
Nel 1508 papa Giulio II lo chiamò a Roma per decorare la volta della Stanza dell'Incendio di Borgo in Vaticano, dove vennero dipinti quattro tondi con la Santissima Trinità, il Creatore in trono tra angeli e cherubini, Cristo come Sol Iustitiae e Cristo tentato dal demonio, Cristo tra la Misericordia e la Giustizia. Ma neanche il papa fu pienamente soddisfatto e lo liquidò velocemente, mentre gli allievi cominciavano a guardare ad altre fonti.

### Il lavoro in provincia

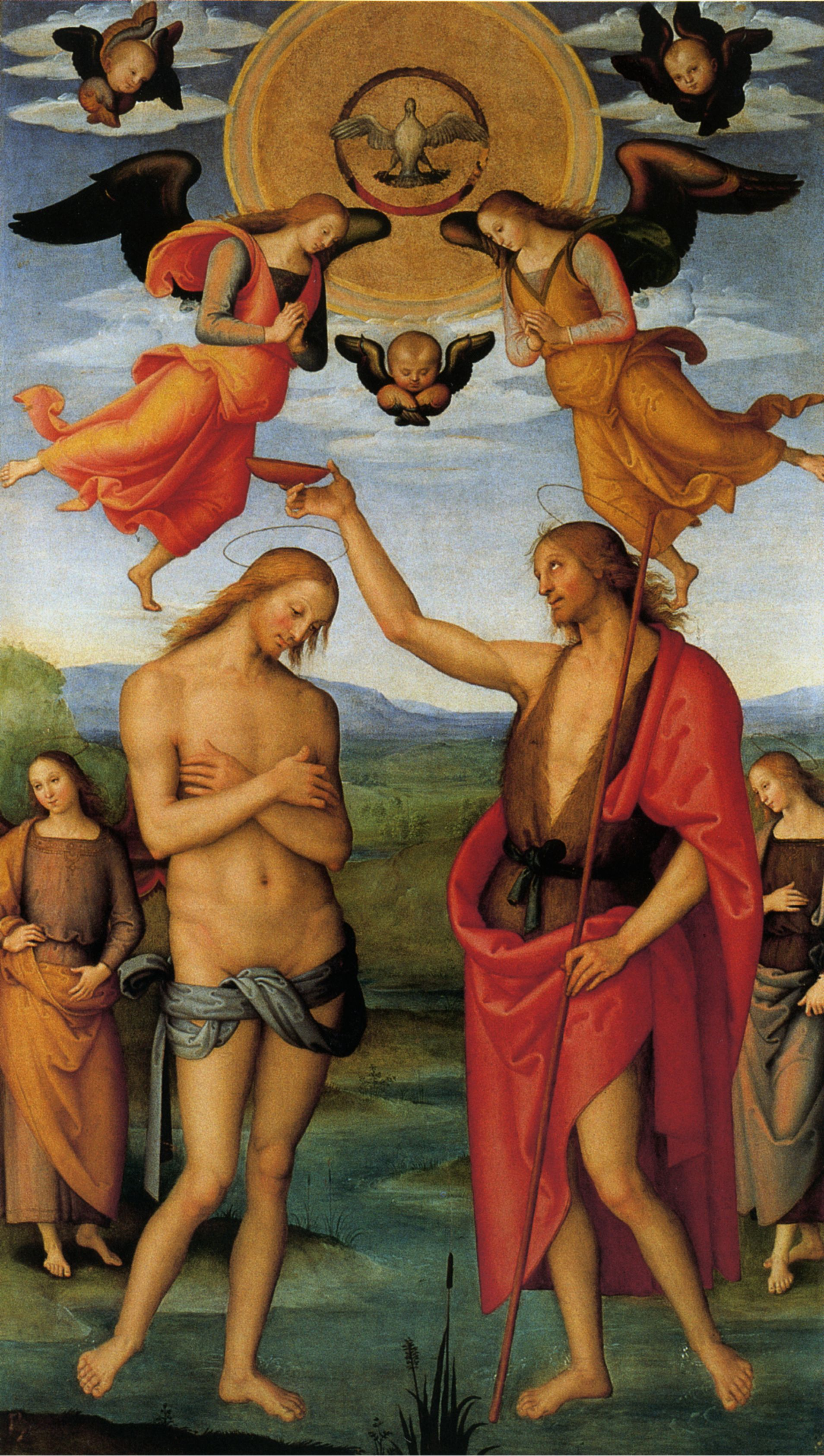
Battesimo di Cristo, dal Polittico di Sant'Agostino

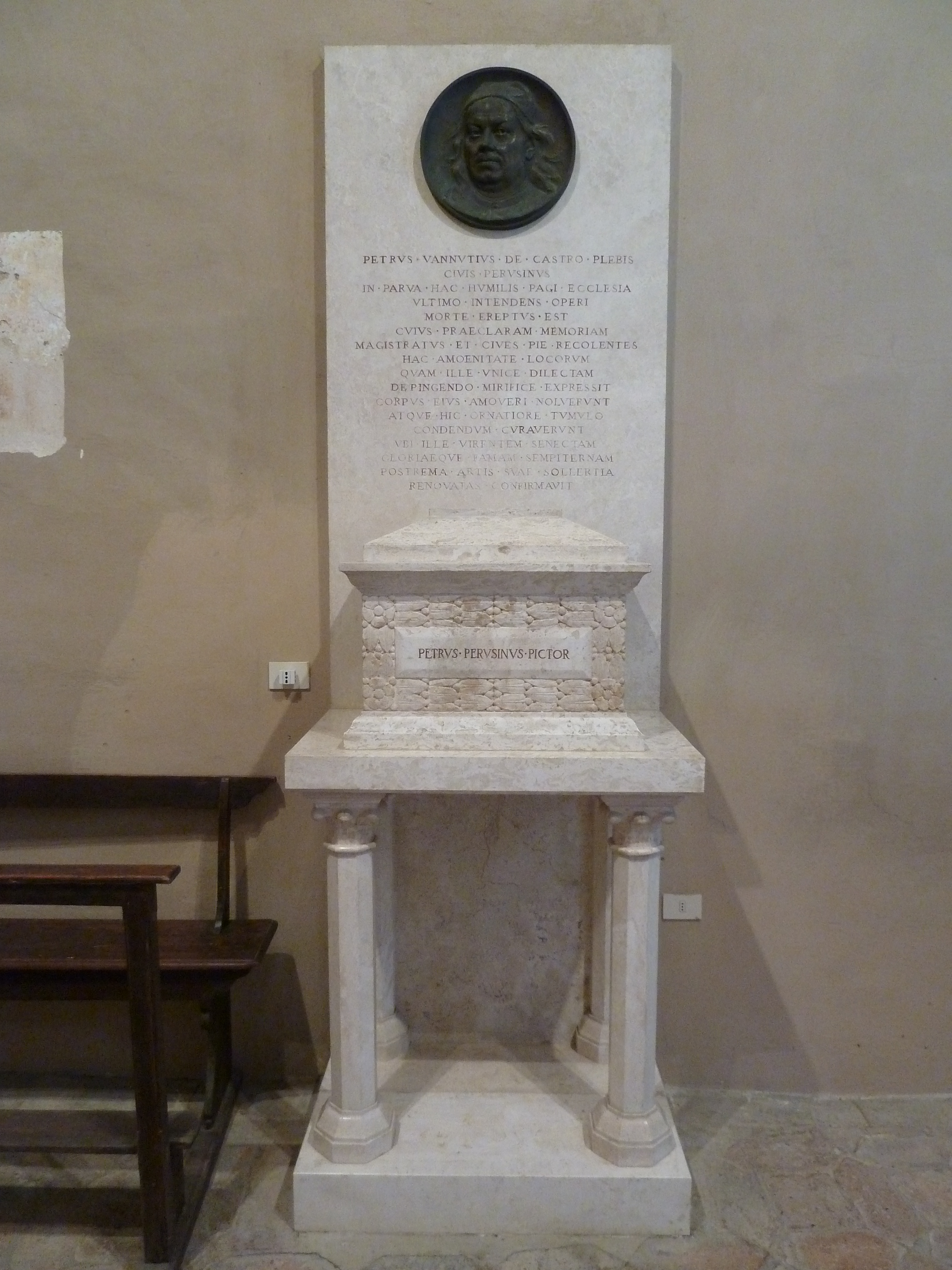
La tomba del Perugino a Fontignano

Esiliato dai grandi centri artistici, Perugino si ritirò nella sua regione di origine, l'Umbria, lavorando soprattutto nei piccoli centri di provincia, dove il suo stile trovava ancora estimatori. Sarebbe però errato considerare le opere degli ultimi vent'anni della vita di Perugino come una mera sfilza di lavori ripetitivi e monotoni, non mancando ancora esempi di grandezza e genialità e restando sempre altissimo il livello della tecnica pittorica.
Caso emblematico è quello del Polittico di Sant'Agostino, dipinto in due fasi, una tra il 1502 e il 1512 e una fino alla morte. La differenza tra le due fasi è legata alla tecnica usata, la cui corretta individuazione ha permesso anche di datare altre opere seguendo l'evoluzione del grande maestro negli ultimi vent'anni della sua attività. Alla prima fase vengono in genere datati i dipinti destinati alla faccia verso la navata, caratterizzati da un disegno molto sottile e preciso, fatto probabilmente con una punta d'argento, spesso visibile solo tramite la riflettografia all'infrarosso; il colore è corposo e spesso, i dettagli rappresentati nitidi e con meticolosità; la luce proviene per tutte le tavole da una medesima fonte, collocata a sinistra, che determina l'inclinazione delle ombre. A questa fase stilistica appartengono la Pala Chigi (1506-1507), la Madonna di Nancy (1505), la Madonna di Loreto (1507).
A partire dal 1513-1513 venne avviato il lato posteriore, rivolto al coro dei frati, composto da numerosi scomparti che vennero consegnati a intervalli più o meno regolari fino alla morte. Le tavole di questa fase sono caratterizzate da un disegno steso col pennello e il colore, velato di trasparenze, anziché coprirlo lo lascia intravedere per determinare il contorno delle figure: la velocità della tecnica confermano la grande sicurezza e maestria raggiunte dall'artista ormai anziano. Gli sfondi paesistici sono estremamente semplificati, senza prati fioriti in primo piano, privilegiando al contempo la centralità delle figure, evitando qualsiasi distrazione. Esse spiccano quindi solenni e monumentali, con un gusto classicista che Perugino sembra aver assimilato da Raffaello, già suo allievo.
L'ultima produzione di Perugino è legata soprattutto ad affreschi devozionali in piccole cittadine dell'Umbria: la Pietà di Spello, il Battesimo di Cristo di Foligno e l'Adorazione dei pastori a Trevi, la cui Madonna venne replicata anche nella Vergine in trono sempre a Spello e nella Madonna col Bambino nell'oratorio dell'Annunziata a Fontignano, presso Perugia. L’ultima sua opera fu un affresco raffigurante l'Adorazione dei Pastori, originariamente a Fontignano ma oggi al Victoria and Albert Museum di Londra, completato nella parte destra dalla sua scuola. Perugino, infatti, morì, all'età di 75 anni (1523), di peste, mentre vi stava lavorando e venne sepolto nella suddetta chiesina.

## Stile
Perugino fu l'iniziatore di un nuovo modo di dipingere che confluì poi nella "maniera moderna", segnando il gusto di un'intera epoca. Caratteristiche principali del rinnovato stile sono la purezza formale, la serena misura delle ampie composizioni, il disegno ben definito ed elegante, il colore chiaro, ricco di luce e steso con raffinate modulazioni del chiaroscuro, i personaggi liberati dalle caratteristiche terrene e investiti di un'aria "angelica e molto dolce".
La sua arte è fatta di armonie e silenzi, di colori dolcemente sfumati, di prospettive attentamente studiate, di figure cariche di grazia delicata e dolce melanconia, di equilibrio ideale.
Restò però ancorato a schemi mentali quattrocenteschi, ad esempio con la composizione delle figure in maniera spesso paratattica, studiandole separatamente e giustapponendovi elementi di repertorio, come gli onnipresenti angeli in volo. In questo fu superato da Leonardo che, accendendo una polemica con gli altri pittori fiorentini dell'epoca, raccomandò invece lo studio organico delle composizioni nel loro insieme, in modo da ottenere un'apparenza più naturale e credibile. Non a caso fu la strada che scelse il suo allievo più famoso, Raffaello.

## L'imprenditore e il ruolo della bottega

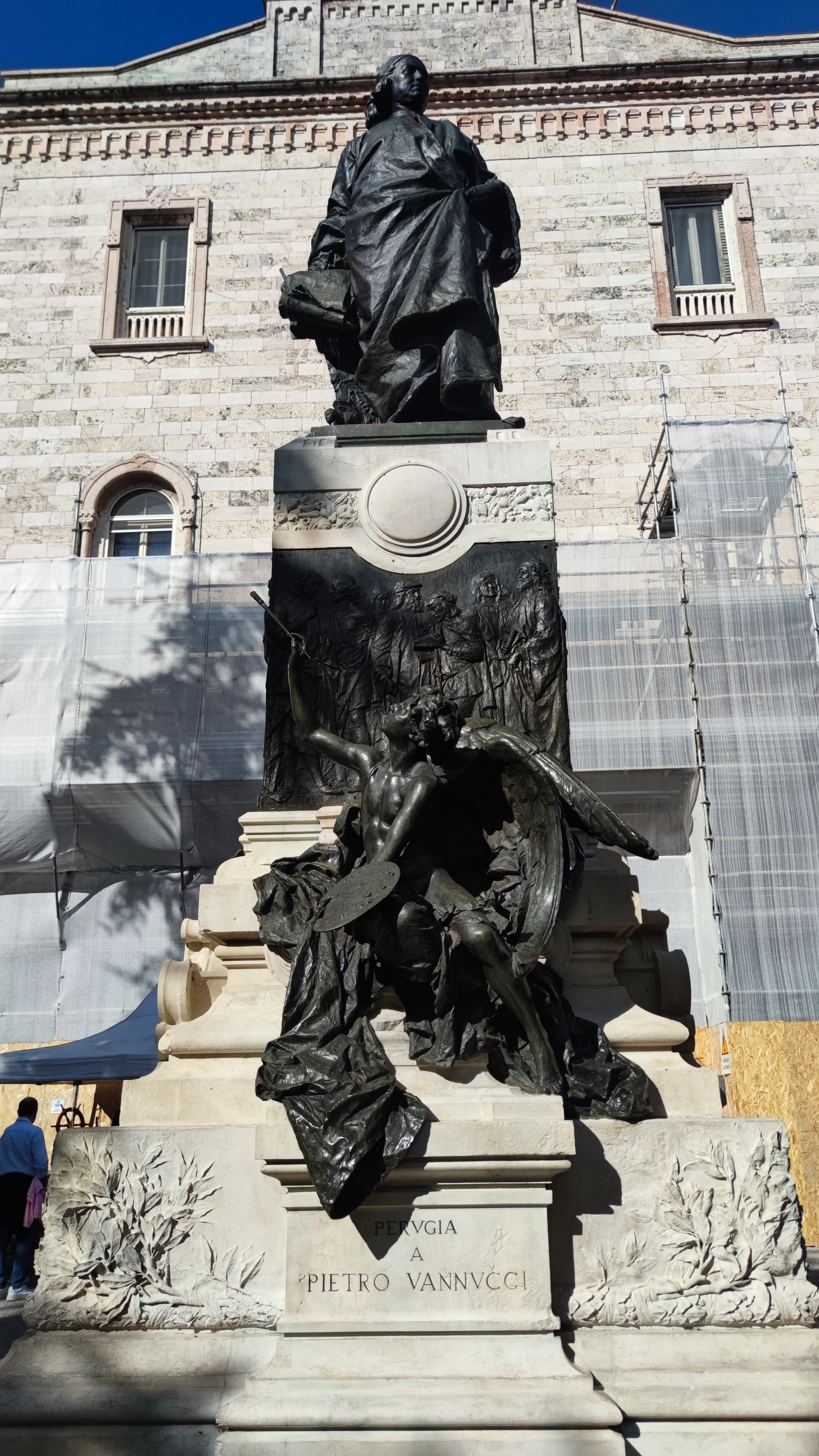
Monumento a Pietro Vannucci, a Perugia dello scultore Enrico Quattrini

Nell'arco della sua vita Perugino fu un instancabile lavoratore e un ottimo organizzatore di bottega, lasciando numerosissime opere. Alcuni si spingono ad affermare come egli fu il primo artista-"imprenditore", capace di gestire contemporaneamente due attivissime botteghe: una a Firenze, aperta fin dai primi anni settanta del Quattrocento, dove si formarono Raffaello, Rocco Zoppo e il Bachiacca, e una a Perugia, aperta nel 1501, da cui uscì un'intera generazione di pittori di scuola umbra che diffusero ampiamente il suo linguaggio artistico. Inoltre Perugino svolse numerose commissioni che provenivano da altre città d'Italia, come Lucca, Cremona, Venezia, Bologna, Ferrara, Milano e Mantova, senza trascurare i suoi importanti soggiorni a Roma e nelle Marche.
Per garantirsi un continuo lavoro Perugino aveva organizzato capillarmente le fasi della produzione artistica e il ricorso agli assistenti. Le opere venivano di solito trascinate per le lunghe, sospese e poi riprese più volte, in modo da portare avanti più incarichi e non restare mai senza lavoro. Il maestro riservava per sé le parti di maggior complessità a prestigio del dipinto, mentre alcune parti accessorie, come sfondi e predelle venivano affidate agli assistenti, in modo da accelerare i tempi di esecuzione. Il disegno della composizione spettava invece sempre al maestro, che creava schemi grafici e cartoni preparatori.
La compresenza di più mani in un'opera era organizzata in modo da non far scadere la qualità e l'unitarietà dell'opera, seguendo un unico stile.
La replica frequente di soggetti e composizioni non veniva considerata all'epoca come una mancanza di inventiva, anzi era spesso richiesta esplicitamente dalla committenza.

## Fortuna critica
I contemporanei di Pietro Vannucci lo considerarono come il più grande tra i protagonisti di quel rinnovamento dell'arte italiana nel culmine del Rinascimento, tra gli ultimi decenni del XV e i primi del XVI secolo. La portata delle sue innovazioni e lo straordinario livello qualitativo della sua arte vennero ben compresi, tanto che alla fine del Quattrocento veniva considerato all'unanimità il più grande pittore d'Italia. Ad esempio Agostino Chigi, in una lettera destinata al padre Mariano datata 7 novembre 1500, descrisse il Perugino come "il meglio maestro d'Italia", e Vasari, nelle Vite del 1568 scrisse come la sua pittura "tanto piacque al suo tempo, che vennero molti di Francia, di Spagna, d'Alemania e d'altre province per impararla".
Dopo un periodo d'oro, la sua arte subì una crisi, venendo misconosciuta e criticata, accusata di formalismo, ripetitività e ipocrisia. Alla base di questi mutamenti vi furono gli insuccessi di opere come Amore e Castità per la marchesa di Mantova o la Pala della Santissima Annunziata per Firenze.
Solo con gli studi otto e novecenteschi la sua figura riebbe il posto che le spetta nell'arte italiana, ritornando a comprenderne la portata innovativa. In seguito gli studi scientifici sull'autore hanno conosciuto di nuovo fasi di stasi, attenzione marginale e incomprensione. Con il diffondersi delle avanguardie storiche e con le rivoluzioni dell'arte contemporanea, Perugino, quale esponente del gusto "classico", è stato spesso sottovalutato, in quanto lontano dai canoni del gusto contemporaneo.
Più recentemente l'interesse nei confronti della sua arte si è rinnovato, ma legato soprattutto al rifiorire degli studi sul giovane Raffaello, oppure con apporti specifici e settoriali che hanno mancato di dare un quadro completo dell'importanza storico artistico del grande pittore. Un'occasione di riscoperta è stata la grande mostra monografica sul pittore che gli è stata dedicata dalla Galleria nazionale dell'Umbria nel 2004.
Nel 2023 la figura di Perugino è stata raccontata per la prima volta in un film, grazie al documentario biografico “Perugino Rinascimento Immortale” diretto da Giovanni Piscaglia, con Marco Bocci, prodotto da Ballandi e distribuito da Nexo Digital.

## Opere

### Opere giovanili
- Madonna Gambier Parry, 1470 circa, tempera su tavola, 57,1×77,3 cm, Courtauld Gallery, Londra
- Adorazione dei Magi, 1472 o 1476 circa, olio su tavola, 241×180 cm, Perugia, Galleria nazionale dell'Umbria
- Nascita della Vergine, 1472 circa, tempera su tavola, 18,6×41 cm, Liverpool, Walker Art Gallery
- Miracolo della neve, 1472 circa, tempera su tavola, 18,7×40 cm, Guildford (Surrey), Polesden Lacey
- Cristo Crocifisso tra i Santi Girolamo ed Antonio abate (con Andrea del Verrocchio), 1470-1474, tavola, 113x149 cm, già in Argiano, Chiesa di Santa Maria (opera rubata nel 1970)
- Gonfalone con la Pietà, 1472 circa, tempera su tela, 128×165 cm, Perugia, Galleria nazionale dell'Umbria
- Visitazione con sant'Anna (attribuito), 1472-1473 circa, tempera su tavola, 32×34 cm, Firenze, Galleria dell'Accademia
- Miracolo del bambino nato morto (attribuito), 1473, tempera su tavola, 75×57 cm, Perugia, Galleria nazionale dell'Umbria
- San Bernardino risana una fanciulla, 1473, tempera su tavola, 76×56,5 cm, Perugia, Galleria nazionale dell'Umbria
- San Girolamo che resuscita il cardinale Andrea, Cristo morto e San Girolamo che assiste due giovani impiccati ingiustamente, 1473 circa, tavolette di predella, Parigi, Museo del Louvre
- Padre Eterno con i santi Rocco e Romano, 1477-1478, affresco staccato, Deruta, Pinacoteca comunale
- San Sebastiano tra i santi Rocco e Pietro, 1478, affresco frammentario, Cerqueto, chiesa di Santa Maria Assunta

### Cappella Sistina
- Madonna e santi, 1479-1480, affreschi, già nella Cappella della Concezione dell'Antica basilica di San Pietro in Vaticano, distrutti
- Assunta con Sisto IV inginocchiato, 1481-1482, affresco, già in Città del Vaticano, Palazzi Vaticani, Cappella Sistina, distrutto
- Nascita e ritrovamento di Mosè, 1481-1482, affresco, già in Città del Vaticano, Palazzi Vaticani, Cappella Sistina, distrutto
- Natività di Cristo, 1481-1482, affresco, già in Città del Vaticano, Palazzi Vaticani, Cappella Sistina, distrutto
- Ritratti di papi, 1481 circa, affreschi (in cattivo stato di conservazione, con ridipinture), Città del Vaticano, Palazzi Vaticani, Cappella Sistina
- Consegna delle chiavi (con aiuti), 1481-1482, affresco, 335×550 cm, Città del Vaticano, Palazzi Vaticani, Cappella Sistina
- Battesimo di Cristo, 1482 circa, affresco, 335×540 cm, insieme a Pinturicchio, Città del Vaticano, Cappella Sistina
- Viaggio di Mosè in Egitto (con aiuti), 1482 circa, affresco, 350×572 cm, Città del Vaticano, Cappella Sistina

### Roma, Firenze e Perugia
- Orazione nell'orto, 1483-1495 circa, olio su tavola, 166×171 cm, Firenze, Galleria degli Uffizi
- Crocifissione (con Luca Signorelli), 1483-1495 circa, olio su tavola, 166×171 cm, Firenze, Galleria degli Uffizi
- Pietà, 1483-1495, olio su tavola, 168×176 cm, Firenze, Galleria degli Uffizi
- Trittico Galitzin, 1485 circa, tempera su tavola trasferita su tela, tavola centrale con Crocifisso tra la Vergine e Giovanni Evangelista, 101×56 cm; nelle tavole laterali San Gerolamo, 95×30 cm, e Santa Maria Maddalena, 95×30 cm, Washington, National Gallery of Art
- Ritratto di Lorenzo di Credi, 1488 circa, olio su tavola trasferito su tela, 44×30,5 cm, Washington, National Gallery of Art
- Annunciazione Ranieri, 1487-1489 circa, tempera su tavola, 55,5X42 cm, Perugia, Galleria Nazionale dell'Umbria
- Annunciazione, 1488-1490 circa, olio su tavola, 212×172 cm, Fano, chiesa di Santa Maria Nuova
- San Sebastiano, 1490 circa, olio su tavola, 174×88 cm, Stoccolma, Nationalmuseum
- Madonna col Bambino, 1490, Napoli, Museo nazionale di Capodimonte
- Apollo e Dafni, 1490-1492 circa, olio su tavola, 39×29 cm, Parigi, Museo del Louvre
- Tondo della Vergine col Bambino tra due sante e due angeli (attr.), 1490-1492 circa, olio su tavola, diametro 148 cm, Parigi, Museo del Louvre
- San Girolamo penitente, 1491 circa, olio su tela, 79×58 cm, Hampton Court, Royal Collection
- Polittico Albani Torlonia, 1491, tempera su tavola, 174×88 cm, Roma, Villa Albani
- Madonna col Bambino in trono tra i santi Giovanni Battista e Sebastiano, 1493, olio su tavola, 178×164 cm, Firenze, Galleria degli Uffizi
- Madonna col Bambino tra santa Caterina d'Alessandria e una santa, 1493, olio su tavola, 86,5×63 cm, Vienna, Kunsthistorisches Museum
- Apparizione della Vergine a san Bernardo, 1493, olio su tavola di quercia, 173×170 cm, Monaco di Baviera, Alte Pinakothek
- San Sebastiano, 1493-1494, tempera e olio su tavola di quercia, 53,5×39,5 cm, San Pietroburgo, Ermitage
- Ultima cena, 1493-1496, affresco, 440×800 cm, Firenze, Cenacolo di Fuligno
- Ritratto di Francesco delle Opere, 1494, tempera su tavola di quercia, 52×44 cm, Firenze, Galleria degli Uffizi
- Madonna col Bambino in trono tra i santi Giovanni Evangelista e Agostino, 1494, tempera su tavola, Cremona, chiesa di Sant'Agostino
- Crocifissione, 1494-1496, affresco, 480×812 cm, Firenze, chiesa di Santa Maria Maddalena dei Pazzi
- San Bernardo accoglie il Cristo che si stacca dalla croce, 1494-1496, 247×145 cm, Firenze, chiesa di Santa Maria Maddalena dei Pazzi
- San Sebastiano, 1495 circa, olio su tavola di quercia, 176×116 cm, Parigi, Museo del Louvre
- Cristo morto nel sepolcro, 1495, olio su tavola, 55,5×57 cm, Perugia, Galleria nazionale dell'Umbria
- Pietà, 1495, Dublino, Galleria nazionale d'Irlanda
- Compianto sul Cristo morto (Deposizione), 1495, olio su tavola, 214×195 cm, Firenze, Palazzo Pitti, Galleria Palatina
- Ritratto di giovane, 1495, olio su tavola, 37×26 cm, Firenze, Galleria degli Uffizi
- San Benedetto, 1495-1498, olio su tavola, Città del Vaticano, Pinacoteca vaticana
- Santa Flavia, 1495-1498, olio su tavola, Città del Vaticano, Pinacoteca vaticana
- San Placido, 1495-1498, olio su tavola, Città del Vaticano, Pinacoteca vaticana
- Madonna del Sacco, 1495-1500, olio su tavola, 88×66 cm, Firenze, Palazzo Pitti, Galleria Palatina
- Madonna della Consolazione, 1496-1498, olio su tavola, 183×130 cm, Perugia, Galleria nazionale dell'Umbria
- Polittico di San Pietro, 1496-1500, olio su tavola, smembrato
  - Ascensione di Cristo, 280×216 cm, Lione, Musée des Beaux-Arts
  - Eterno benedicente con cherubini e angeli, dalla cimasa, 114×230 cm, Lione, Musée des Beaux-Arts
  - Adorazione dei Magi, dalla predella, 32×59 cm, Rouen, Musée des Beaux-Arts
  - Battesimo di Cristo, dalla predella, Rouen, Musée des Beaux-Arts
  - Resurrezione, dalla predella, Rouen, Musée des beaux-Arts
  - Sant'Ercolano, dalla predella, Perugia, Galleria nazionale dell'Umbria
  - San Costanzo, dalla predella, Perugia, Galleria nazionale dell'Umbria
  - San Mauro, sulle basi delle colonne, Perugia, Galleria nazionale dell'Umbria
  - San Pietro Vincioli, sulle basi delle colonne, Perugia, Galleria nazionale dell'Umbria
  - San Benedetto, sulle basi delle colonne, Roma, Pinacoteca vaticana
  - Santa Flavia, sulle basi delle colonne, Roma, Pinacoteca vaticana
  - San Placido, sulle basi delle colonne, Roma, Pinacoteca vaticana
  - Tondo di Geremia, Nantes, Musée des beaux-arts
  - Tondo di Isaia, Nantes, Musée des beaux-Arts
- Madonna col Bambino e san Giovannino, 1497, olio su tavola, 73×52 cm, Francoforte sul Meno, Städelsches Kunstinstitut
- Pala di Fano, 1497, olio su tavola, 150×250 cm la lunetta e 262×215 la tavola centrale, Fano, chiesa di Santa Maria Nuova
- Pala di Senigallia, 1497 circa, tempera su tavola, 226x279 cm, Senigallia, chiesa di Santa Maria delle Grazie
- Madonna col Bambino, 1497 circa, olio su tavola, 44×34 cm, Roma, Galleria Borghese
- Compianto, 1497 circa, affresco staccato, Firenze, Fondazione Cassa di Risparmio di Firenze
- Cristo coronato di spine, Perugia, Museo di Palazzo Baldeschi
- Vergine, Perugia, Museo di Palazzo Baldeschi

### Collegio del Cambio
- Volta con Trionfi dei Pianeti e grottesche, 1497, affresco, Perugia, Collegio del Cambio
- Fortezza e Temperanza con sei eroi dell'antichità, 1497, affresco, 291×400 cm, Perugia, Collegio del Cambio
- Prudenza e Giustizia sopra sei savi antichi, 1497, affresco, 293×418 cm, Perugia, Collegio del Cambio
- Natività, 1498, affresco, 264×225 cm, Perugia, Collegio del Cambio
- Trasfigurazione di Cristo, 1498 - 1500, affresco, 226×229 cm, Perugia, Collegio del Cambio
- Dio Padre con profeti e Sibille, 1500 circa, affresco, 229×370 cm, Perugia, Collegio del Cambio
- Autoritratto, 1500 circa, affresco, 40×30,5 cm, Perugia, Collegio del Cambio

### Fase matura
- Sepulcrum Christi (Cristo Morto con Giuseppe di Arimatea e Nicodemo), 1498, olio e tempera su tavola, 92,6×71,8 cm, Massachusetts, Clark Art Institute
- Polittico della Certosa di Pavia, 1499 circa, olio su tavola, 126,5×58 cm, Londra, National Gallery, Certosa di Pavia
- Resurrezione di San Francesco al Prato, 1499 circa, olio su tavola, 233×165 cm, Città del Vaticano, Pinacoteca vaticana
- Pala di Vallombrosa, 1500, olio su tavola, 415×246 cm, Firenze, Galleria dell'Accademia
  - Ritratto di Biagio Milanesi, 1500, olio su tavola, 28×26 cm, Firenze, Galleria degli Uffizi
  - Ritratto del monaco Baldassarre, 1500, olio su tavola, 26×27 cm, Firenze, Galleria degli Uffizi
- Pala Tezi (Madonna col Bambino, e i santi Nicola da Tolentino, Bernardino da Siena, Gerolamo e Sebastiano), 1500, olio su tavola, 182×158 cm, Perugia, Galleria nazionale dell'Umbria, con la collaborazione di Eusebio da San Giorgio
  - Ultima Cena, predella della Pala Tezi, 18×121 cm, Berlino, Gemäldegalerie
- Madonna col Bambino tra i santi Giovanni Battista e Caterina d'Alessandria, 1500 circa, olio su tavola, 81×63 cm, Parigi, Museo del Louvre
- Maria Maddalena, 1500 circa, olio su tavola, 47×34 cm, Firenze, Palazzo Pitti, Galleria Palatina
- Madonna col Bambino, 1500 circa, tempera su tavola, 80,7×77,3 cm, Detroit, Detroit Institute of Arts
- Sant'Agostino con i membri della Confraternita di Perugia, 1500 circa, olio su tavola, 95×64 cm, Pittsburgh, Carnegie Museum of Art
- San Sebastiano, 1500 circa, olio su tavola trasferito su tela, 76,7×53,4 cm, Princeton, Princeton University Art Museum
- San Sebastiano, 1500 circa, affresco, Fiesole, Duomo
- Madonna in gloria e santi, 1500-1501, olio su tavola, 152×124 cm, Pinacoteca nazionale di Bologna
- Famiglia della Madonna, 1500-1502, olio su tavola, 296×259 cm, Marsiglia, Musée des beaux-arts
- Predella con storie di Cristo, 1500-1505 circa, tempera su tavola trasferito su tela, Chicago, Art Institute of Chicago
  - Adorazione del Bambino, 26×46,4 cm
  - Battesimo di Cristo, 27×46,3 cm,
  - Cristo e la donna di Samaria, 27×46,3 cm
  - Noli me tangere, 27×46,3 cm
- Resurrezione di Cristo, 1500-1505, tempera su tavola, 26,7×45,7 cm, New York, Metropolitan Museum of Art
- Tobiolo con l'arcangelo Raffaele, 1500-1505, olio e tempera su tavola di quercia, 113,3×56,5 cm, Londra, National Gallery
- San Sebastiano, 1500-1510, olio su tela, 177×120 cm, San Paolo, Museo d'arte
- Madonna col Bambino, 1501, olio su tavola di quercia, 70×51 cm, Washington, National Gallery of Art
- Gonfalone della Giustizia, 1501, tempera e olio su tela, 278×138 cm, Perugia, Galleria Nazionale dell'Umbria
- Sposalizio della Vergine, 1501-1504, olio su tavola, 234×185 cm, Caen, Musée des Beaux-Arts

### Crisi e opere tarde

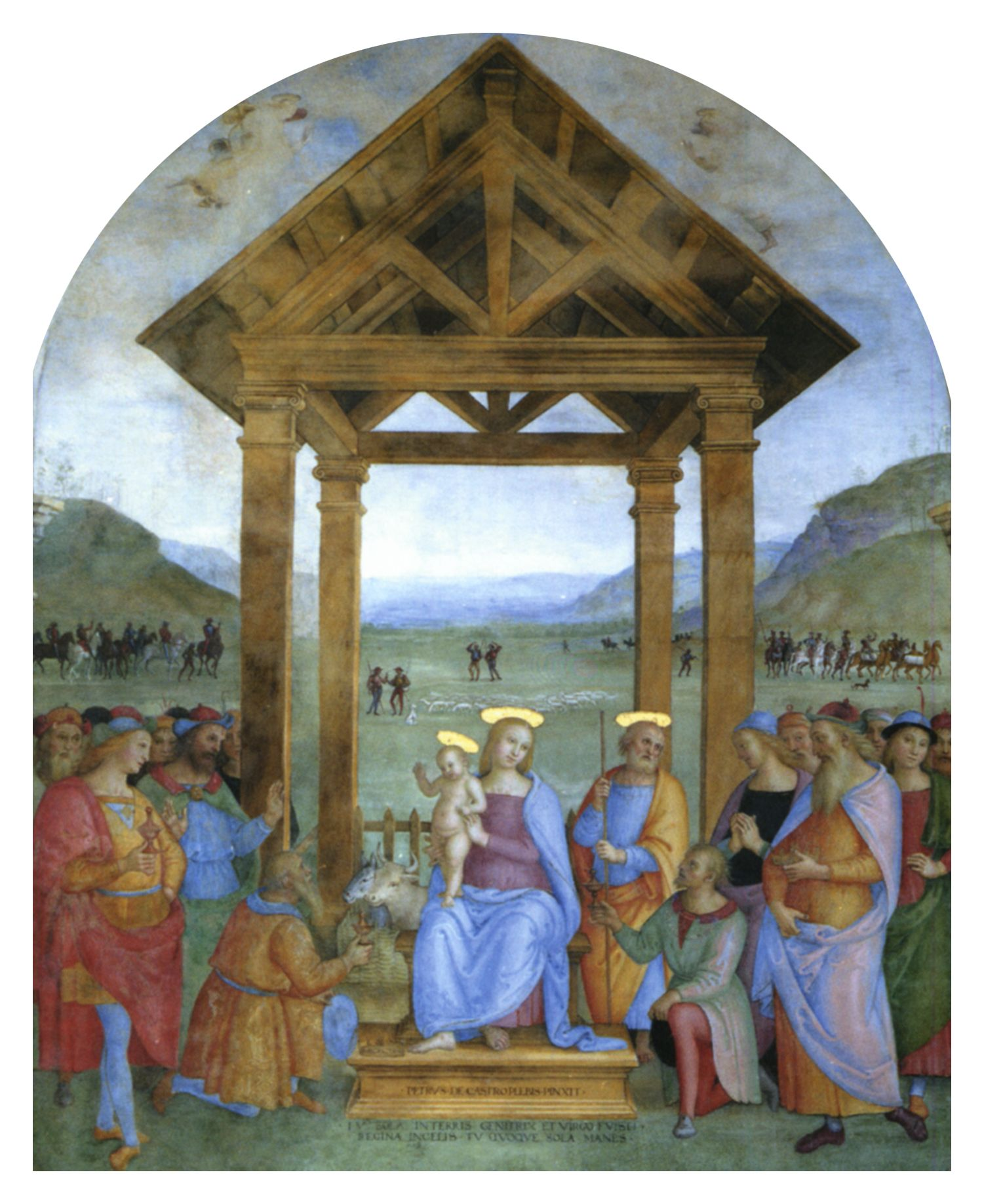
Adorazione dei magi di Trevi

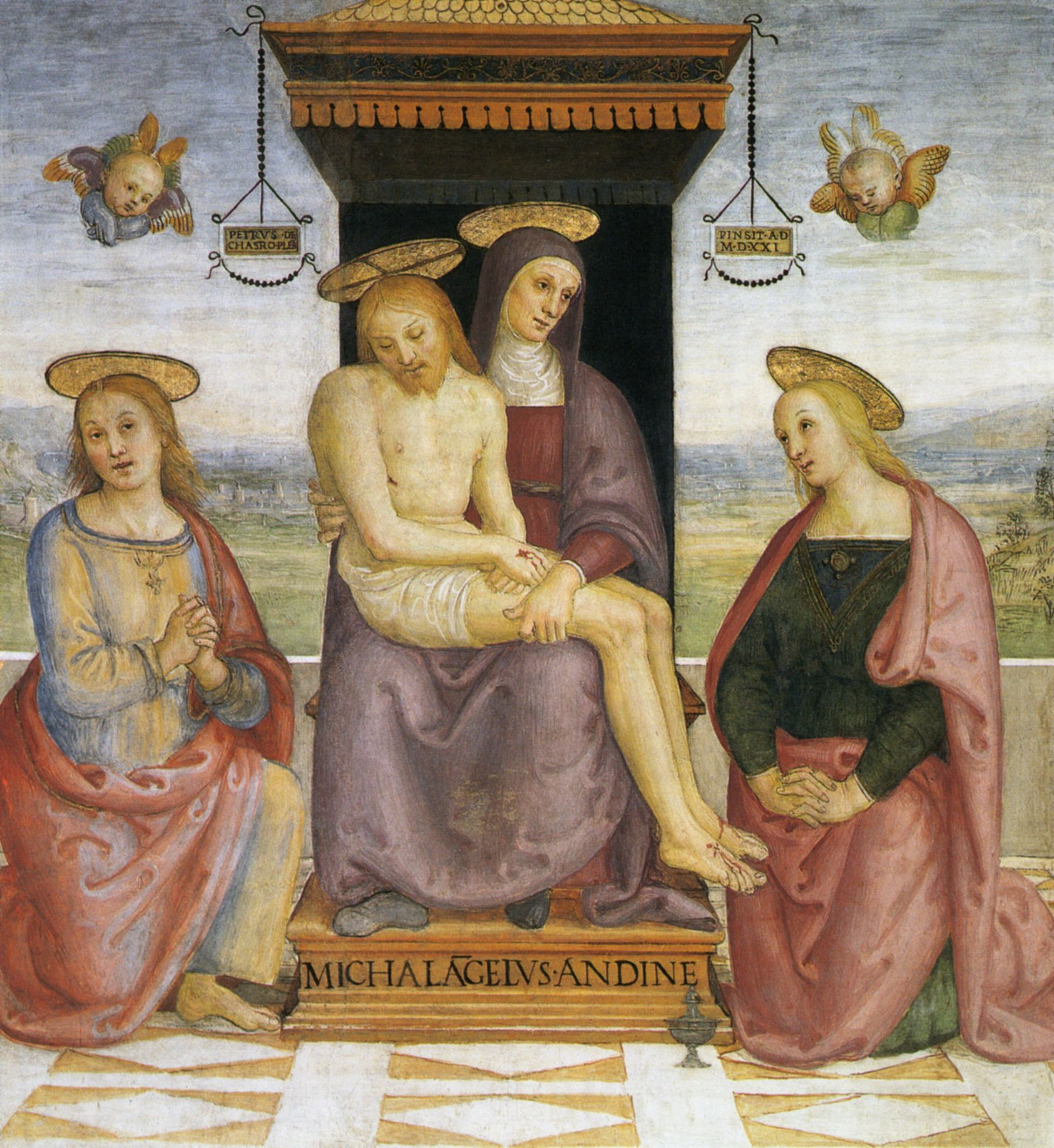
Pietà di Spello

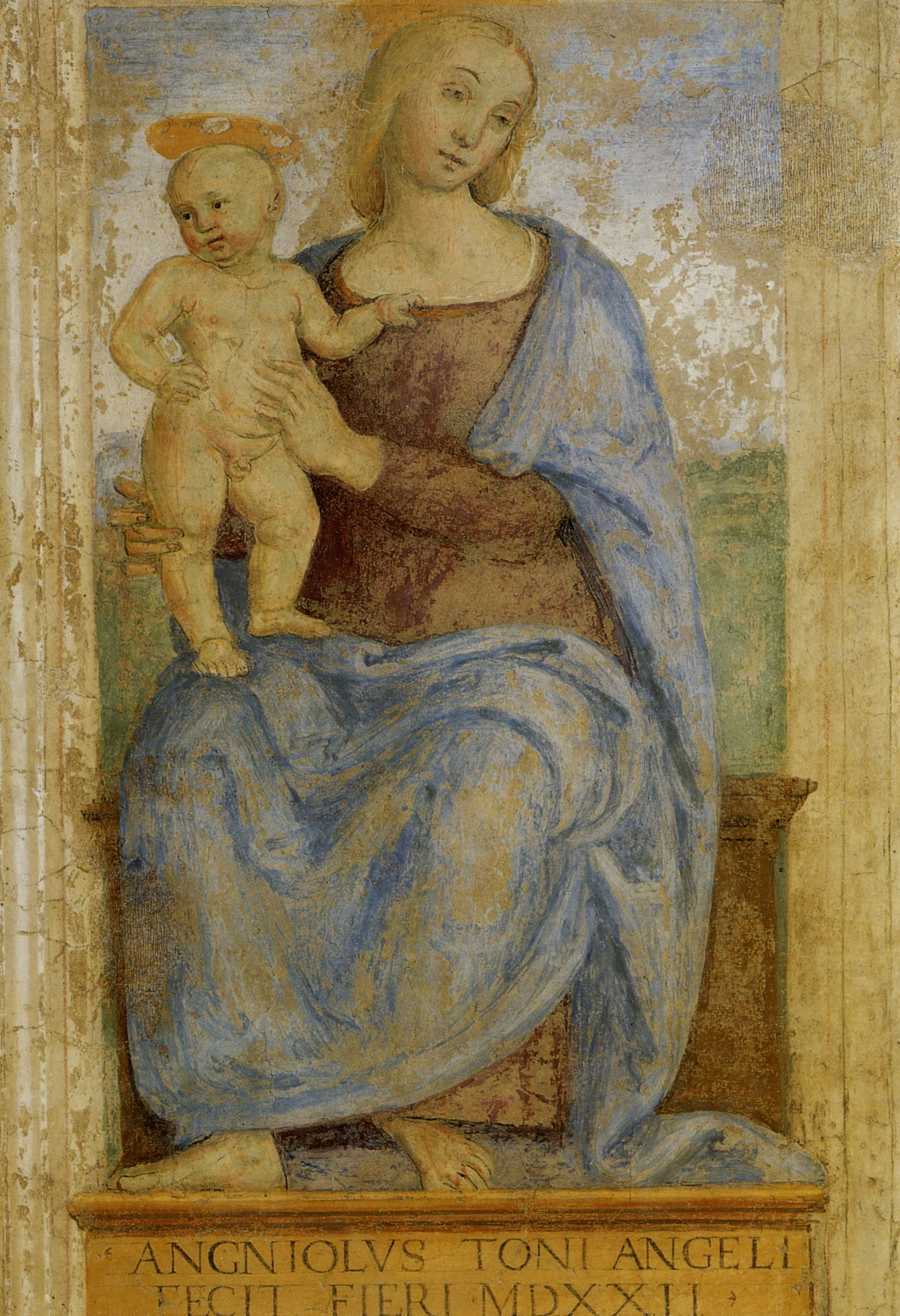
Madonna di Fontignano

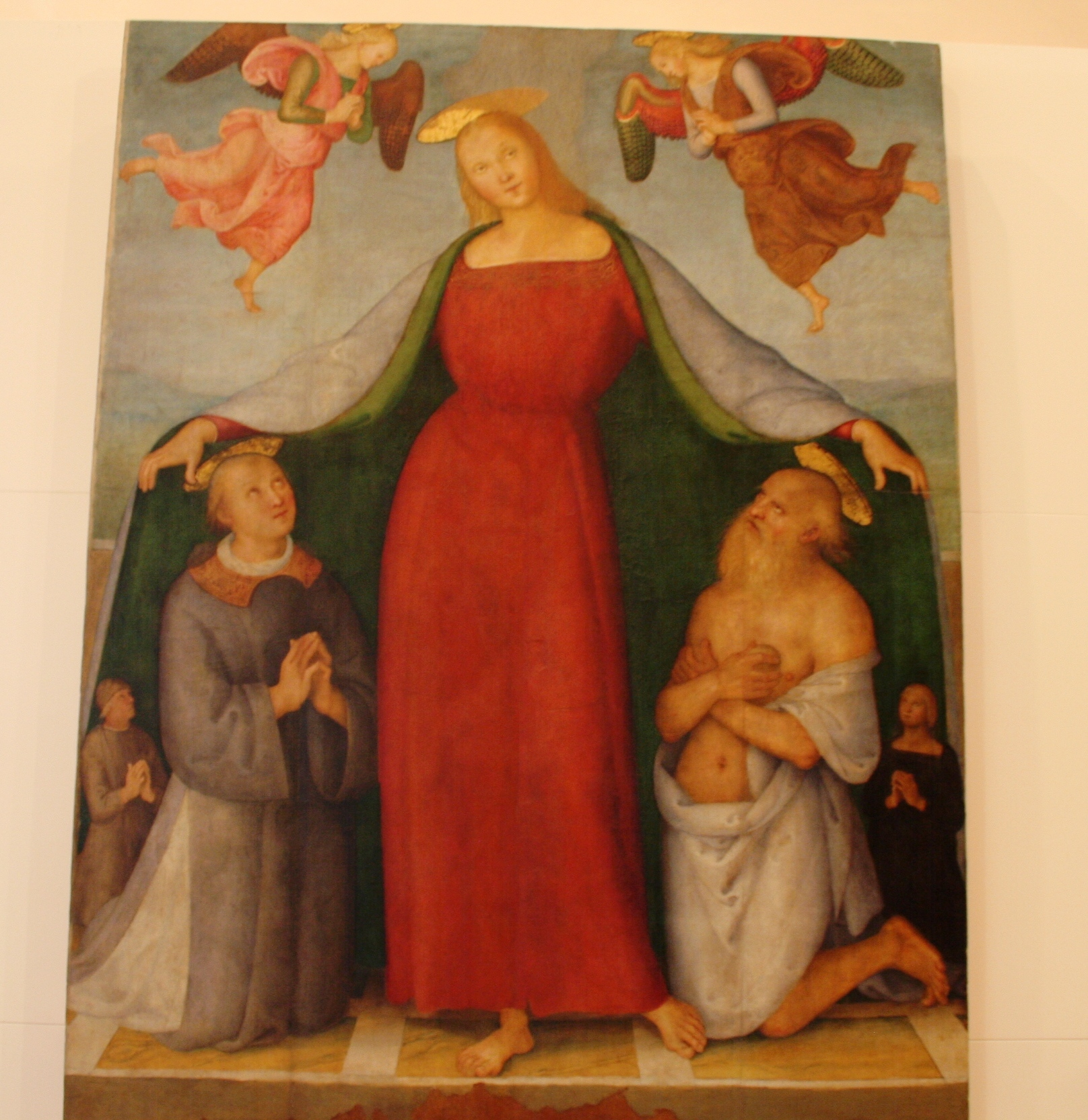
Madonna della Misericordia di Bettona

- Polittico di Sant'Agostino (prima fase), 1502-1512 circa
  - Battesimo di Cristo, 261×146 cm, olio su tavola, Perugia, Galleria nazionale dell'Umbria
  - Santi Filippo e Agostino, 173×91 cm, olio su tavola, Tolosa, Musée des Augustins
  - Santi Ercolano e Giacomo Maggiore, olio su tavola, 173×91 cm, Musée des Beaux-Arts, Lione
  - Angelo annunciante, diametro 102 cm, olio su tavola, Perugia, Galleria nazionale dell'Umbria
  - Vergine annunciata, perduto
  - Adorazione dei Magi, 39,5×85 cm, olio su tavola, Perugia, Galleria nazionale dell'Umbria
  - Predica del Battista, 39,5×84 cm, olio su tavola, Perugia, Galleria nazionale dell'Umbria
  - Nozze di Cana, 39,5×84,5 cm, olio su tavola, Perugia, Galleria nazionale dell'Umbria
  - Presentazione di Gesù al Tempio, 39,5×83,5 cm, olio su tavola, Perugia, Galleria nazionale dell'Umbria
- Pala di Monteripido, 1502, 240×180 cm, olio su tavola, Perugia, Galleria nazionale dell'Umbria
- Lotta tra Amore e Castità, 1503, tempera su tavola, 160×191 cm, Parigi, Museo del Louvre
- Natività, 1503, Montefalco, Complesso museale di San Francesco
- Madonna con santi adorante il Bambino, 1503, olio su tavola di quercia, 87×72 cm, New York, Morgan Library & Museum
- Polittico dell'Annunziata (avviato da Filippino Lippi), 1504, olio su tavola, Firenze, Galleria dell'Accademia
- Adorazione dei Magi, 1504, affresco, Città della Pieve, oratorio di Santa Maria dei Bianchi
- Madonna in trono fra i Santi Gervasio Protasio, 1504, tempera su tavola, Città della Pieve, Duomo
- Quattro figure di nudi maschili, 1505 circa, olio su tavola, frammento, 71×52 cm, Edimburgo, Scottish National Gallery
- Madonna con san Giovannino e due angeli adoranti il Bambino, 1505, olio su tavola, Nancy, Musée des Beaux-Arts
- Martirio di san Sebastiano, 1505, affresco, Panicale, chiesa di San Sebastiano
- Madonna col Bambino e san Giovannino, 1505-1510, olio su tavola di quercia, 67×44 cm, Londra, National Gallery
- San Giovanni Battista e quattro santi, 1505-1510, olio su tavola, Perugia, Galleria nazionale dell'Umbria
- Assunzione della Vergine, 1506 circa, olio su tavola, 333×218 cm, Firenze, basilica della Santissima Annunziata
- San Sebastiano, 1506 circa, olio su tavola, 110×62 cm, Roma, Galleria Borghese
- Pala Chigi (Crocifissione), 1506-1507, olio su tavola, 400×289 cm, Siena, chiesa di Sant'Agostino
- Natività di Cristo, 1506-1510, olio su tavola di quercia, 263×147 cm, Perugia, Galleria nazionale dell'Umbria
- Madonna di Loreto, 1507, 185,5×125,5 cm, olio su tavola di quercia, Londra, National Gallery
  - Annunciazione, 1507, olio su tavola, 16,8×37,2 cm, Perugia, Galleria nazionale dell'Umbria
  - Adorazione dei pastori, 1507, olio su tavola, 16,2×37 cm, Perugia, Galleria Nazionale dell'Umbria
  - Battesimo di Cristo, 1507, tempera e olio su tavola, 17×36,6 cm, Perugia, Galleria Nazionale dell'Umbria
- San Filippo Benizi, 1507, olio su tavola, 79×62 cm, Roma, Palazzo Barberini, Galleria Nazionale d'Arte Antica
- Sant'Antonio abate in trono tra i Santi Paolo eremita e Marcello con Eterno benedicente, 1508, Città della Pieve, chiesa di San Pietro
- Volta nella Stanza dell'Incendio di Borgo, affreschi, 1508, Roma, Musei Vaticani, Stanze di Raffaello
- Assunzione della Vergine, tempera su tavola, 500x300 cm, 1508-1509, Napoli, Duomo
- Pala di Sansepolcro, 1510 circa, olio su tavola, 290×185 cm, Sansepolcro, Duomo
- Beato Giacomo della Marca, 1512 circa, tempera su tela, 160,5×87,5 cm, Perugia, Galleria nazionale dell'Umbria
- San Gerolamo penitente, 1512-1515 circa, olio su tela, 131×107,5 cm, Perugia, Galleria nazionale dell'Umbria
- Madonna della Misericordia, 1512-1513 circa, Bettona, Pinacoteca comunale
- Sant'Antonio di Padova e devoto, 1512-13circa, Bettona, Pinacoteca comunale
- Gonfalone di Sant’Anna, 1512-13 circa, Bettona, Pinacoteca comunale
- Battesimo di Cristo, 1510 circa, olio su tavola, Città della Pieve, Duomo
- Polittico di Sant'Agostino (seconda fase), 1513-1523
  - Adorazione dei pastori, 263×147 cm, olio su tavola, Perugia, Galleria nazionale dell'Umbria
  - Santi Irene e Sebastiano, 189×95 cm, olio su tavola, Museo di Grenoble, Grenoble
  - Santi Girolamo e Maria Maddalena, 174×95 cm, olio su tavola, Perugia, Galleria nazionale dell'Umbria
  - Santo giovane con spada (San Giuliano?), diametro 102 cm, olio su tavola, Parigi, Museo del Louvre
  - San Bartolomeo, 89,5×74,8 cm, olio su tavola, Birmingham, Birmingham Museum and Art Gallery
  - Eterno benedicente, 145×140 cm, olio su tavola, Perugia, Galleria nazionale dell'Umbria
  - Pietà, 144×152 cm, olio su tavola, Perugia, Galleria nazionale dell'Umbria
  - David, diametro 61 cm, tempera su tavola, Perugia, Galleria nazionale dell'Umbria
  - Daniele, diametro 61 cm, tempera su tavola, Perugia, Galleria nazionale dell'Umbria
- Madonna col Bambino e San Giovannino detta  Madonna del Cardellino, 1513 circa, tempera e olio su tavola, tondo, Cantiano, chiesa collegiata di San Giovanni Battista
- Pala di Corciano, 1513, olio su tavola, 226×149 cm (tavola centrale), Corciano, chiesa di Santa Maria
- Battesimo di Cristo, 1513, affresco, Foligno, Oratorio della Nunziatella
- Eterno benedicente tra due angeli adoranti, 1513, affresco, Foligno, Oratorio della Nunziatella
- Pala della Trasfigurazione, 1517, olio su tavola, 290×185 cm, Perugia, Galleria nazionale dell'Umbria
- Madonna col Bambino tra i santi Ercolano e Costanzo, 1515 circa, olio su tela, 79×56 cm, Perugia, Galleria nazionale dell'Umbria
- Madonna col Bambino in gloria tra i Santi Rocco e Sebastiano, 1518, affresco, Piegaro, cappella della Madonna del Fosso
- San Giovanni Evangelista dolente, 1520 circa, tempera e olio su tavola, tondo, diam. 21,3 cm, Raleigh, Museo d'arte della Carolina del Nord
- Cristo della Passione, 1520 circa, tempera e olio su tavola, tondo, diam. 20,9 cm, Montefortino, Pinacoteca civica Fortunato Duranti
- Vergine dolente, 1520 circa, tempera e olio su tavola, tondo, diam. 20,5 cm, Raleigh, Museo d'arte della Carolina del Nord
- Trinità e sei santi, 1521, affresco, 175×389 cm, opera già avviata da Raffaello, Perugia, chiesa di San Severo
- Adorazione dei Magi, 1522 circa, affresco, Trevi, Santuario della Madonna delle Lacrime
- Madonna delle Grazie tra i santi Antonio abate e Antonio da Padova, 1522, affresco, 230x350 cm, Perugia, monastero di Sant’Agnese
- Madonna col Bambino in trono tra i Santi Biagio e Caterina, 1522 circa, 163×145 cm, Spello, chiesa di Santa Maria Maggiore
- Pietà tra i santi Giovanni Evangelista e Maddalena, 1522 circa, 163×155 cm, Spello, chiesa di Santa Maria Maggiore
- Madonna col Bambino in trono di Fontignano, 1522, affresco, 135×67,5 cm, Fontignano, oratorio dell'Annunziata
- Adorazione dei pastori, 1523, affresco trasportato su tela, 254.5x598, Londra, Victoria and Albert Museum
- San Girolamo Penitente con Gesù Bambino e san Giovannino, data?, olio su tavola, Roma, Palazzo Barberini, Gallerie nazionali d'arte antica

### Dipinti di bottega
- Madonna col Bambino tra i santi Pietro e Paolo, 1520 circa, olio su tavola, 290×170 cm, Monteleone d'Orvieto, collegiata dei Santi Pietro e Paolo